# Ponferrada
Ponferrada es un municipio y ciudad española de la provincia de León, en la comunidad autónoma de Castilla y León. Se encuentra en la comarca del Bierzo, de la cual es capital. El término municipal tiene una población de 62 994 habitantes (INE 2024).

## Geografía
Integrado en la comarca del Bierzo, se sitúa a 113 km de la capital provincial. El término municipal está atravesado por las siguientes carreteras: Autovía del Noroeste A-6 entre los pK 383 y 392, la antigua carretera N-6, la carretera nacional N-536 que conecta con Priaranza del Bierzo y Carucedo y la carretera autonómica CL-631 que permite la comunicación con Toreno. Ponferrada se encuentra en la confluencia de los ríos Sil y Boeza, en el extremo este de la llanura berciana, y en el noroeste de la provincia de León.
El relieve del municipio presenta dos partes bien diferenciadas. Por el norte el terreno es llano, al encontrarse en los valles del Sil y del Boeza, a una altitud que ronda los 550 m. Por el sur de los valles se extiende la zona montañosa perteneciente a los montes de León, que alcanza alturas superiores a los 1500 m.
La ciudad se alza a 524 m sobre el nivel del mar. La altitud del municipio oscila entre los 2051 m del pico Tuerto, situado en los montes Aquilianos, pertenecientes a los montes de León, y los 414 m en la ribera del río Sil. El término municipal cuenta con una superficie total de 283.17 km².
| Noroeste: Camponaraya          | Norte: Cabañas Raras y Cubillos del Sil | Nordeste: Congosto                         |
| Oeste: Carracedelo             |                                         | Este: Molinaseca y Santa Colomba de Somoza |
| Suroeste: Priaranza del Bierzo | Sur: Benuza y Castrillo de Cabrera      | Sureste: Lucillo                           |

### Hidrografía
El núcleo urbano de Ponferrada está bañado por dos ríos, el Sil y el Boeza.
El río Sil, atraviesa la ciudad de noreste a sur, hasta el barrio de la estación, donde une el caudal del Boeza, y el río comienza a seguir la falda del monte Pajariel, en dirección hacia el oeste. El río se encuentra canalizado a su paso por la ciudad, existiendo paseos y jardines junto a su ribera, que empiezan a la altura de La Fuente del Azufre, una antigua central hidroeléctrica actualmente abandonada, y terminan en el barrio de Flores del Sil. Existen varios puentes y pasarelas para salvar el Sil a su paso por la ciudad, como una pasarela que une al barrio de la estación con el monte Pajariel y el Puente del Centenario, que permite una nueva unión entre la parte alta de Ponferrada y el barrio del Campo de los Judíos con la zona de Compostilla y las huertas del Sacramento. Hay que destacar que el Sil divide a la ciudad en dos partes, y que este hecho unido a la orografía ponferradina, hace distinguir a la zona antigua de la ciudad como la Zona Alta.
El río Boeza delimita por el sur el núcleo urbano de la ciudad, separando al barrio del Puente Boeza del núcleo urbano. Este río es un afluente del Sil, y su desembocadura en él se produce en Ponferrada, en las faldas del Pajariel.
Además, el municipio es atravesado por el río Oza o Valdueza, que nace en los Montes Aquilianos, atravesando varios pueblos del sur del municipio, que integran el valle del Oza. El río vierte sus aguas al Sil tras pasar el pueblo de Toral de Merayo.
De la Fuente del Azufre salen dos canales, uno de ellos destinado al riego, el canal Bajo del Bierzo, que lleva agua procedente del Sil hasta Carracedelo, pasando en Ponferrada por los barrios de Compostilla y Cuatrovientos. El otro canal, el canal de Cornatel, lleva agua del Sil hasta la presa de Campañana, en Carucedo. El canal de Cornatel atraviesa la parte alta de Ponferrada soterrado, saliendo a la luz en un tramo muy próximo al casco antiguo, para luego volver a soterrarse, cruzar el Boeza y volver a desaparecer en las cercanías de Otero.
El embalse de Bárcena está ubicado también en el municipio de Ponferrada, además de otros como Congosto y Cubillos del Sil. Fue inaugurado en 1960 y ello supuso la inundación de pueblos como Bárcena del Río y Posada del Río, siendo su población trasladada a pueblos de nueva creación (Bárcena del Bierzo, su nombre inicial fue Bárcena del Caudillo y Posada del Bierzo), o al barrio de Fuentesnuevas. Fue inaugurado en 1960, construido en el curso del río Sil y tiene varios usos: Refrigerar la central de Compostilla II, principal motivo de su construcción; aprovechamiento para la generación de energía eléctrica mediante una central hidroeléctrica que posee, y más adelante, el abastecimiento de agua a Ponferrada, con la construcción e inauguración en 2009 de la nueva traída de agua desde el embalse, para evitar los problemas de suministro que sufría la ciudad debido a su crecimiento, ya que hasta 2009 se dependía del agua del río Oza y de la mancomunidad.

### Clima
Ponferrada tiene un clima mediterráneo continental subhúmedo que se da en las zonas o regiones consideradas de transición entre el clima mediterráneo continental y el clima oceánico o de montaña, contando con precipitaciones relativamente abundantes, aunque con la sequía estival característica del clima mediterráneo y adquiriendo en las regiones interiores la nieve mucha importancia durante el invierno. La nieve es un fenómeno relativamente frecuente en invierno y se suele registrar entre diciembre y marzo. Los inviernos son fríos y largos siendo normales temperaturas de -3 °C, por otro lado el verano es corto y cálido con temperaturas que fácilmente superan los 32 °C. De acuerdo con la clasificación climática de Koppen, Ponferrada tiene un clima de transición entre los climas mediterráneo (Csa) y oceánico mediterráneo (Csb). Además, en las zonas montañosas del sur del municipio se da también el clima oceánico (Cfb), y el clima Dfb (hemiboreal sin estación seca) en las montañas más altas del municipio, que en algunos casos llegan a superar los 2000 m de altitud.
| Parámetros climáticos promedio de observatorio de Ponferrada (532 m s. n. m. ) (periodo de referencia: 1991-2020, extremas: 1951-actualidad) | Parámetros climáticos promedio de observatorio de Ponferrada (532 m s. n. m. ) (periodo de referencia: 1991-2020, extremas: 1951-actualidad) | Parámetros climáticos promedio de observatorio de Ponferrada (532 m s. n. m. ) (periodo de referencia: 1991-2020, extremas: 1951-actualidad) | Parámetros climáticos promedio de observatorio de Ponferrada (532 m s. n. m. ) (periodo de referencia: 1991-2020, extremas: 1951-actualidad) | Parámetros climáticos promedio de observatorio de Ponferrada (532 m s. n. m. ) (periodo de referencia: 1991-2020, extremas: 1951-actualidad) | Parámetros climáticos promedio de observatorio de Ponferrada (532 m s. n. m. ) (periodo de referencia: 1991-2020, extremas: 1951-actualidad) | Parámetros climáticos promedio de observatorio de Ponferrada (532 m s. n. m. ) (periodo de referencia: 1991-2020, extremas: 1951-actualidad) | Parámetros climáticos promedio de observatorio de Ponferrada (532 m s. n. m. ) (periodo de referencia: 1991-2020, extremas: 1951-actualidad) | Parámetros climáticos promedio de observatorio de Ponferrada (532 m s. n. m. ) (periodo de referencia: 1991-2020, extremas: 1951-actualidad) | Parámetros climáticos promedio de observatorio de Ponferrada (532 m s. n. m. ) (periodo de referencia: 1991-2020, extremas: 1951-actualidad) | Parámetros climáticos promedio de observatorio de Ponferrada (532 m s. n. m. ) (periodo de referencia: 1991-2020, extremas: 1951-actualidad) | Parámetros climáticos promedio de observatorio de Ponferrada (532 m s. n. m. ) (periodo de referencia: 1991-2020, extremas: 1951-actualidad) | Parámetros climáticos promedio de observatorio de Ponferrada (532 m s. n. m. ) (periodo de referencia: 1991-2020, extremas: 1951-actualidad) | Parámetros climáticos promedio de observatorio de Ponferrada (532 m s. n. m. ) (periodo de referencia: 1991-2020, extremas: 1951-actualidad) |
| Mes | Ene. | Feb. | Mar. | Abr. | May. | Jun. | Jul. | Ago. | Sep. | Oct. | Nov. | Dic. | Anual |
| --- | --- | --- | --- | --- | --- | --- | --- | --- | --- | --- | --- | --- | --- |
| Temp. máx. abs. (°C) | 19.8 | 25.4 | 28.8 | 31.6 | 34.4 | 39.2 | 41.5 | 41.0 | 38.7 | 32.9 | 24.0 | 21.4 | 41.5 |
| Temp. máx. media (°C) | 9.5 | 12.5 | 16.5 | 18.5 | 22.3 | 26.7 | 29.7 | 29.5 | 25.5 | 19.4 | 13.0 | 9.3 | 19.4 |
| Temp. media (°C) | 5.4 | 7.1 | 10.2 | 12.3 | 15.7 | 19.6 | 22.0 | 21.7 | 18.5 | 13.9 | 8.7 | 5.6 | 13.4 |
| Temp. mín. media (°C) | 1.3 | 1.6 | 4.0 | 6.1 | 9.0 | 12.4 | 14.3 | 14.0 | 11.4 | 8.3 | 4.4 | 1.9 | 7.4 |
| Temp. mín. abs. (°C) | -10.4 | -8.6 | -8.2 | -2.4 | -1.0 | 4.0 | 4.6 | 5.5 | 1.6 | -1.5 | -6.8 | -9.6 | -10.4 |
| Precipitación total (mm) | 74 | 51 | 52 | 49 | 50 | 33 | 22 | 21 | 42 | 78 | 82 | 84 | 640 |
| Días de precipitaciones (≥ 1 mm) | 9.5 | 7.4 | 8.6 | 8.9 | 8.6 | 4.8 | 3.2 | 3.3 | 5.4 | 9.9 | 10.3 | 9.9 | 89.6 |
| Días de nevadas (≥ 0.01 mm) | 1.1 | 1.4 | 0.5 | 0.1 | 0.0 | 0.0 | 0.0 | 0.0 | 0.0 | 0.0 | 0.1 | 0.8 | 4.1 |
| Humedad relativa (%) | 82 | 73 | 65 | 63 | 61 | 58 | 55 | 55 | 62 | 73 | 81 | 85 | 68 |
| Fuente: Agencia Estatal de Meteorología | | | | | | | | | | | | | |

## Historia

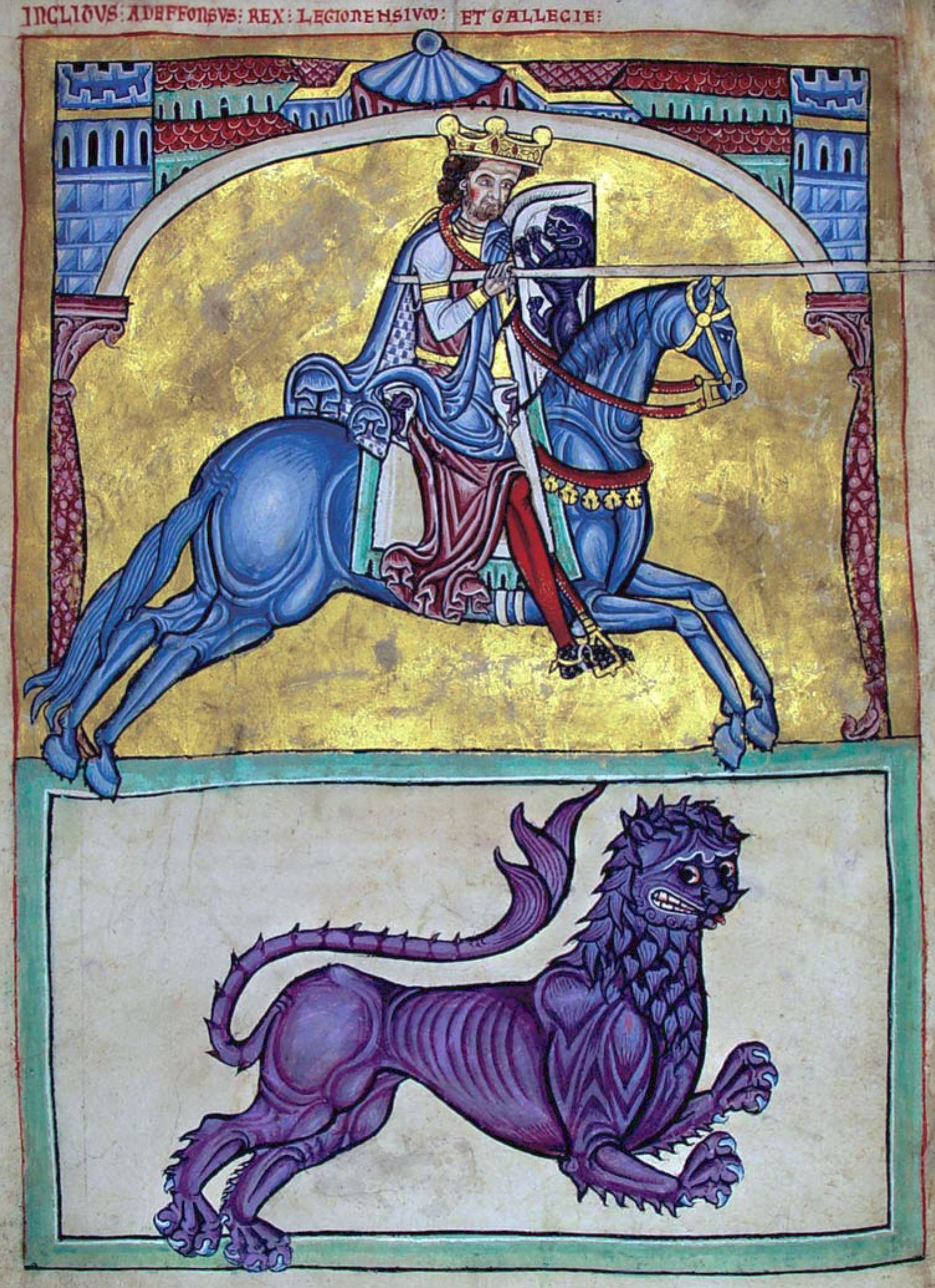
Alfonso IX de León donó Ponferrada a la Orden del Temple

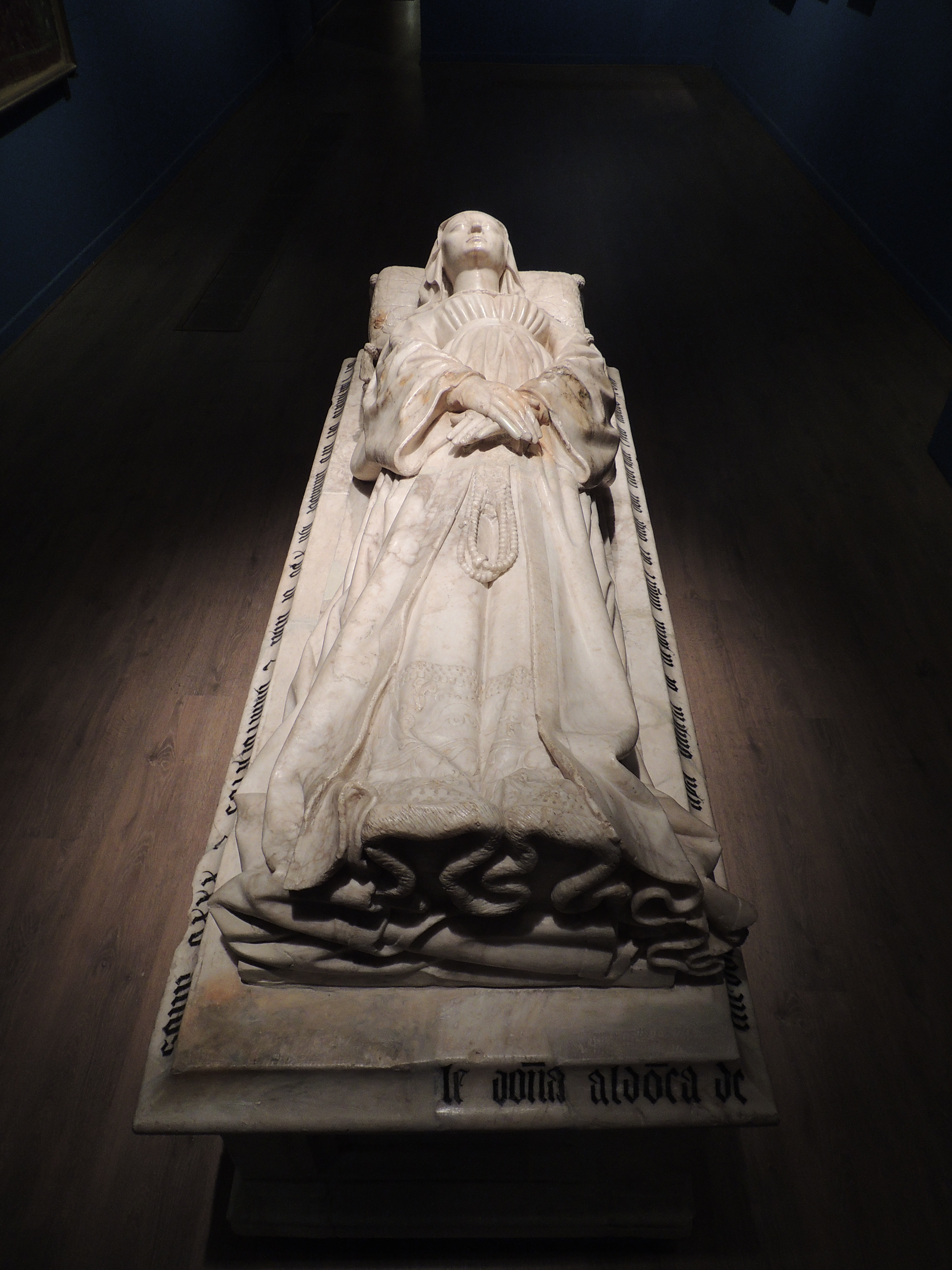
Sepulcro de Aldonza de Mendoza, que llegó a ser Señora de Ponferrada en el

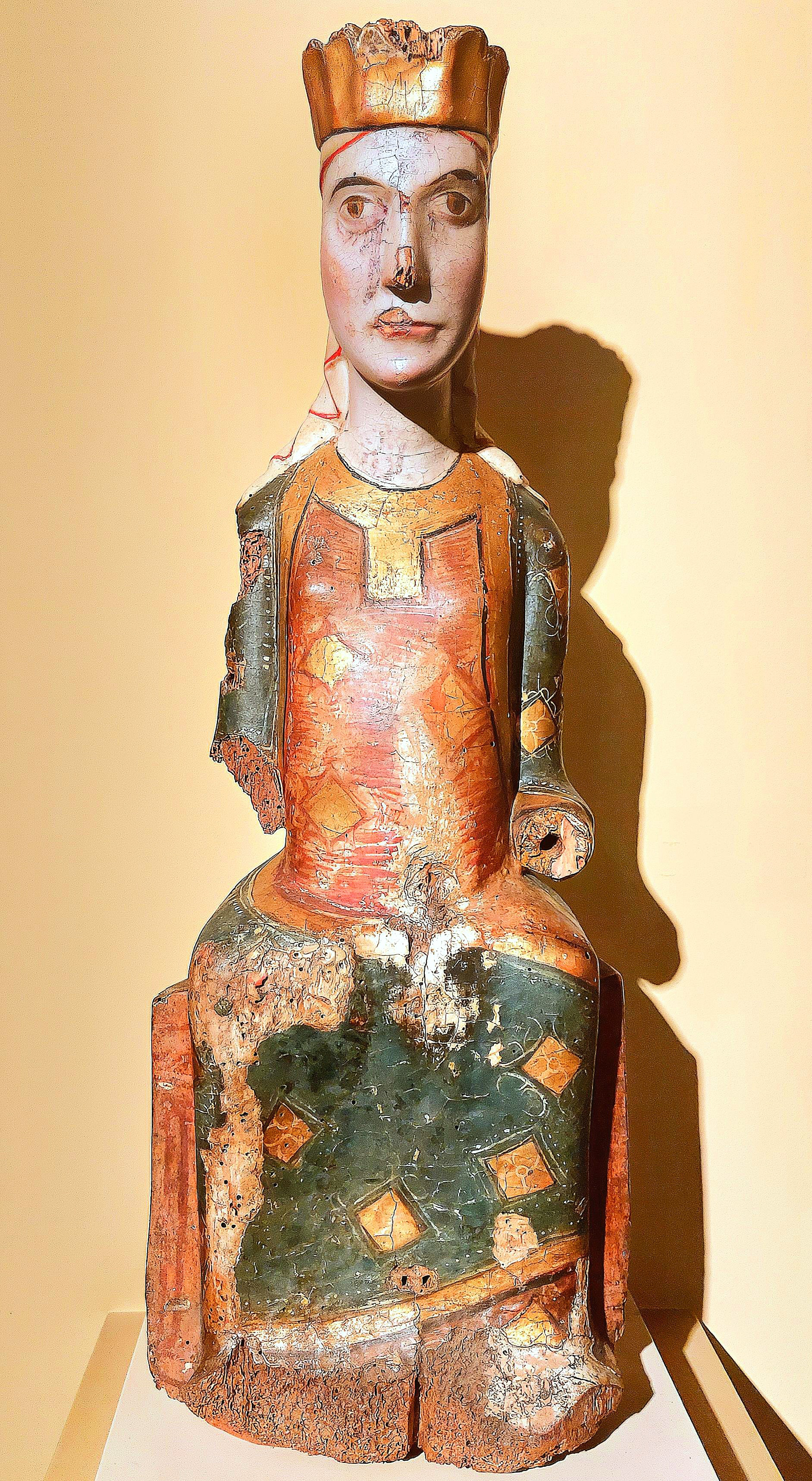
Nuestra Señora de Compostilla, talla románica del hoy conservada en Orense

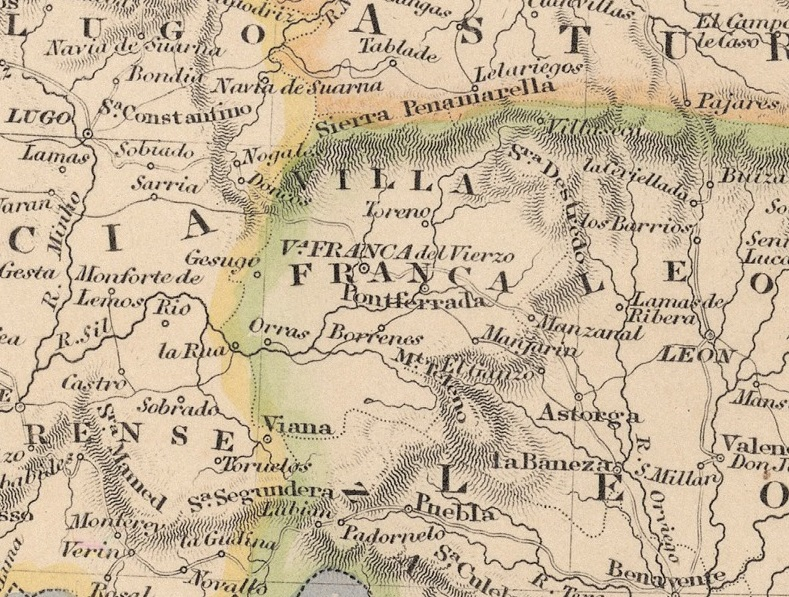
Detalle de la provincia de Villafranca existente durante el Trienio Liberal en el mapa Spain & Portugal, realizado por John Dower, en la que se integraba Ponferrada

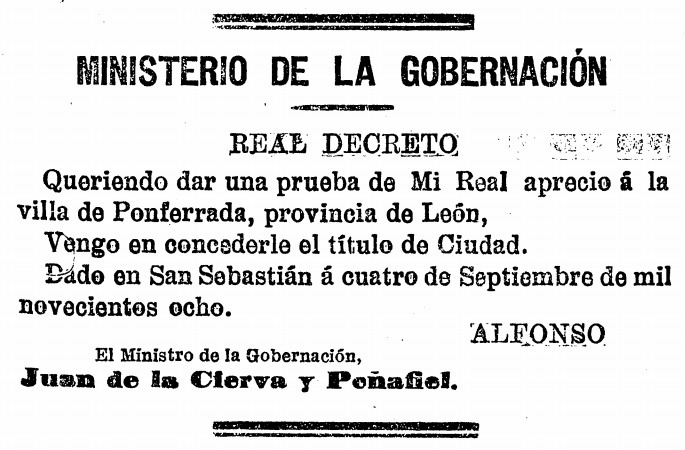
Real Decreto concediendo el título de ciudad a la villa de Ponferrada en septiembre de 1908

Aunque existen indicios de poblamiento tanto en el Neolítico (en las orillas del Sil), como en la Edad del Hierro y en la época romana, no es hasta el siglo XI cuando tenemos constancia documental. Es al final de ese siglo cuando el obispo Osmundo de Astorga ordena la construcción de un puente, en torno al año 1082, con la colaboración del rey Alfonso VI de León, para facilitar el tránsito de los peregrinos del Camino de Santiago, debido a las dificultades que suponía el paso del río Sil en el anterior paso, a la altura del actual barrio de Compostilla, donde hubo una ermita dedicada a Nuestra Señora de Compostilla. Este nuevo puente se reforzó con hierro, y esta circunstancia dio nombre, posteriormente, a la población que creció en sus alrededores, a las orillas del río Sil. Otra teoría sobre el nombre de Ponferrada proviene igualmente de Pons Ferrata pero con la traducción de puente fortificado.
Al poco se fundó la iglesia de San Pedro, en 1086 y a su alrededor surgió La Puebla de San Pedro que es como se llamó primeramente a Ponferrada, para pasar a denominarse poco después Ponte Ferrato.
En 1180 el rey leonés Fernando II concedió a la villa los primeros fueros, siendo donada posteriormente a la Orden del Temple por el rey Alfonso IX de León. En este sentido, las crónicas cuentan que los primeros templarios que llegaron a Ponferrada lo hicieron con el maestre Guido de Garda a la cabeza, siendo Fray Helías el primer comendador de Ponferrada. Asimismo, la tradición ha atribuido diversas hazañas a los templarios en la localidad, entre las que destaca la del hallazgo de la imagen de la Virgen de la Encina, en torno a 1200, en el hueco de una encina. No obstante, la disolución de dicha Orden a inicios del siglo XIV por orden papal, conllevó que Ponferrada dejase de depender de la misma en 1312.
Por otro lado, durante los siglos XIII y XIV, comienza a crecer y desarrollarse la localidad, ya amurallada, apareciendo tanto intramuros como en los alrededores, campesinos, comerciantes y artesanos, a la sombra del Camino, que originó un crecimiento rápido y sostenido. Respecto a la muralla, cabe señalar que fue construida con cuatro puertas de entrada: El Cristo, Paraisín, Las Nieves y Las Eras, asentándose en las afueras de la villa una comunidad judía.
Ya en el siglo XIV, una vez disuelta la Orden del Temple, Ponferrada pasó a depender del linaje de los Castro. En este sentido, en la primera mitad de dicha centuria se recoge a Pedro Fernández de Castro como dueño de la villa y su fortaleza, que en 1343 pasan a manos de su hija, Juana de Castro, que la posee hasta 1374, cuando fallece sin descendencia, circunstancia que propició que Ponferrada pasase a manos de la Corona.
De este modo, a finales del siglo XIV Enrique III otorga Ponferrada al conde de Trastámara y nieto de Alfonso XI, Pedro Enríquez, que contrae matrimonio con Isabel de Castro, mostrando la documentación de inicios del siglo XV que Ponferrada se hallaba bajo el dominio del hijo de ambos, Fadrique Enríquez de Castro.
Sin embargo, las diversas fechorías cometidas por este (entre las que se hallaba la de apropiarse de los fondos que el concejo de Ponferrada había reunido para reparar las murallas de la villa), tuvieron como consecuencia que el rey Juan II le apresase y confiscase sus propiedades, entre ellas la villa de Ponferrada. No obstante, su esposa, Aldonza de Mendoza, reclamó la localidad en virtud de las arras matrimoniales, lo que tuvo como consecuencia que el rey reconociese a Doña Aldonza como señora de Ponferrada en 1431.
Posteriormente, Aldonza de Mendoza legó Ponferrada a su sobrino, Diego Manrique, si bien en 1440 este traspasó la villa a su primo, Pedro Álvarez Osorio, que era señor de Cabrera y Ribera de León, y que recibió de manos del rey Enrique IV en 1456 el Condado de Lemos.
Por otro lado, en esta época, en el contexto del conflicto por la sucesión de Enrique IV, estalló la segunda Revuelta Irmandiña que, iniciada en Galicia, se expandió al Bierzo desde su parte occidental en 1467, atacando los irmandiños varias fortalezas leonesas, como Cornatel, Balboa o Sarracín, llegando hasta Ponferrada, donde se refugió buena parte de la nobleza gallega que huía de los irmandiños, y que se atrincheró en la fortaleza ponferradina, que sufrió daños por al ataque de las fuerzas irmandiñas, antes de ser sofocada la revuelta. Tras esta, en 1469, el conde de Lemos, Pedro Álvarez Osorio, mandó reconstruir y reparar sus castillos que habían sufrido daños.
Posteriormente, tras el fallecimiento en 1483 de Pedro Álvarez Osorio, estalló un cruento conflicto por su sucesión, que enfrentó, por un lado, al bando formado por la segunda mujer del conde de Lemos, María de Bazán, y su hija Juana Osorio, casada con Luis Pimentel (hijo del conde de Benavente), y por otro lado a Rodrigo de Castro Osorio, nuevo conde de Lemos. Para solucionar el conflicto, en 1486 los Reyes católicos decidieron actuar, creando el marquesado de Villafranca del Bierzo para Juana y su marido Luis Pimentel, quedando para Rodrigo de Castro Osorio el condado de Lemos, motivo por el cual los monarcas obligaron a este a entregar el castillo de Ponferrada, que había tomado, que pasó a manos de la Corona. De esta manera, el castillo y la villa de Ponferrada pasaron a ser de realengo nuevamente, hecho que se prolongó hasta el fin del Antiguo Régimen, correspondiendo a los monarcas nombrar corregidor en la villa, siendo don Juan de Torres el primero que detentó este cargo tras la vuelta a la propiedad real.
Por otro lado, cabe destacar que en esta época, con la reducción de ciudades con voto en Cortes a partir de las Cortes de 1425, las localidades del actual municipio de Ponferrada pasaron a estar representadas por León, lo que les hizo formar parte de la provincia de León en la Edad Moderna, encabezando no obstante Ponferrada un partido propio dentro de esta, que coloquialmente era denominado provincia del Vierzo. Asimismo, debido a la adscripción territorial desde la Alta Edad Media del territorio de Ponferrada al reino leonés, durante toda la Edad Moderna las localidades del municipio formaron parte de la jurisdicción del «Adelantamiento del reino de León».
Ya en la Edad Contemporánea, iniciado el siglo XIX, durante la Guerra de la Independencia Ponferrada destacó por haber llegado a albergar la sede de la Junta Superior de León en diversas fechas de septiembre de 1809, marzo de 1810, y agosto de 1811.
Más tarde, en 1821 Ponferrada y el resto de localidades del municipio pasaron a formar parte de la provincia de Villafranca, si bien al perder esta su estatus provincial al finalizar el Trienio Liberal, en la división de 1833 pasaron a estar adscritas a la provincia de León, dentro de la Región Leonesa. Un año después, en 1834, cuando se realizó en España la primera división en partidos judiciales, Ponferrada pasó a encabezar uno de ellos, incorporando al mismo el partido judicial de Villafranca en 1966.
Ya en el siglo XX, cabe destacar que el 4 de septiembre de 1908 el rey Alfonso XIII concedió a Ponferrada el título de ciudad, coincidiendo con el centenario de la coronación de la Virgen de la Encina como patrona de la comarca. Finalmente, el descubrimiento y la explotación de las riquezas minerales, hierro y carbón, en esta época, así como la instalación en 1949 de la central térmica de Endesa, cambiaron definitivamente el carácter de la ciudad, que se ha asentado como el principal núcleo poblacional de la comarca y su centro económico y de servicios.

## Demografía
Ponferrada cuenta con una población de 62 994 habitantes (INE 2024).
| Gráfica de evolución demográfica de Ponferrada entre 1842 y 2021 |
| |
| Población de derecho según los censos de población del INE Población de hecho según los censos de población del INE En 1857 disminuye el término del municipio porque independiza a Columbrianos y Toral de Merayo En 1877 crece el término del municipio porque incorpora a Columbrianos y Toral de Merayo En 1974 crece el término del municipio porque incorpora a San Esteban de Valdueza y en 1980 a Los Barrios de Salas |

Se observa el espectacular despegue poblacional entre 1940 y 1970, periodo en el que Ponferrada triplica su población, principalmente debido al crecimiento industrial del municipio y convertirse en el centro administrativo de la comarca, que vivía un auge minero sin precedentes. Esto dio lugar a numerosos problemas en su ordenación urbana debido al crecimiento desproporcionado y muchas veces caótico de las distintas barriadas de la ciudad, problema arrastrado hasta bien entrada la década de 1990-2000.
Distribución de la población
Las entidades de población que componen el término municipal de Ponferrada son las siguientes:
| Entidad de población      | Coordenadas                               | Hab. (2022) |
| ------------------------- | ----------------------------------------- | ----------- |
| Ponferrada                | 42°32′46″N 6°35′27″O / 42.54611, -6.59083 | 39 366      |
| Bárcena del Bierzo        | 42°36′16″N 6°35′43″O / 42.60444, -6.59528 | 226         |
| Bouzas                    | 42°26′30″N 6°30′10″O / 42.44167, -6.50278 | 36          |
| Campo                     | 42°32′15″N 6°33′40″O / 42.53750, -6.56111 | 748         |
| Urbanización Patricia     | 42°32′42″N 6°33′16″O / 42.54500, -6.55444 | 435         |
| Carracedo de Compludo     | 42°28′03″N 6°26′10″O / 42.46750, -6.43611 | 16          |
| Columbrianos              | 42°34′32″N 6°36′31″O / 42.57556, -6.60861 | 1294        |
| Compludo                  | 42°28′35″N 6°27′48″O / 42.47639, -6.46333 | 15          |
| Compostilla               | 42°33′50″N 6°35′42″O / 42.56389, -6.59500 | 1875        |
| Cuatrovientos             | 42°33′37″N 6°37′48″O / 42.56028, -6.63000 | 3702        |
| Dehesas                   | 42°31′35″N 6°40′53″O / 42.52639, -6.68139 | 1272        |
| Espinoso de Compludo      | 42°29′00″N 6°29′44″O / 42.48333, -6.49556 | 28          |
| Flores del Sil            | 42°32′47″N 6°36′32″O / 42.54639, -6.60889 | 8183        |
| Fuentesnuevas             | 42°34′30″N 6°38′25″O / 42.57500, -6.64028 | 2662        |
| Lombillo de los Barrios   | 42°31′02″N 6°32′29″O / 42.51722, -6.54139 | 48          |
| Manzanedo de Valdueza     | 42°27′26″N 6°31′31″O / 42.45722, -6.52528 | 89          |
| Montes de Valdueza        | 42°26′47″N 6°34′12″O / 42.44639, -6.57000 | 31          |
| Otero                     | 42°32′06″N 6°35′38″O / 42.53500, -6.59389 | 84          |
| Ozuela                    | 42°30′05″N 6°37′30″O / 42.50139, -6.62500 | 62          |
| Palacios de Compludo      | 42°27′20″N 6°27′58″O / 42.45556, -6.46611 | 3           |
| Peñalba de Santiago       | 42°25′37″N 6°32′26″O / 42.42694, -6.54056 | 18          |
| La Placa                  | 42°33′02″N 6°37′41″O / 42.55056, -6.62806 | 1188        |
| La Martina                | 42°32′19″N 6°38′57″O / 42.53861, -6.64917 | 309         |
| Rimor                     | 42°30′22″N 6°38′54″O / 42.50611, -6.64833 | 99          |
| Salas de los Barrios      | 42°31′01″N 6°33′20″O / 42.51694, -6.55556 | 71          |
| San Andrés de Montejos    | 42°35′11″N 6°35′56″O / 42.58639, -6.59889 | 510         |
| San Clemente de Valdueza  | 42°28′27″N 6°33′15″O / 42.47417, -6.55417 | 42          |
| San Cristóbal de Valdueza | 42°27′54″N 6°31′17″O / 42.46500, -6.52139 | 55          |
| San Adrián de Valdueza    | 42°27′45″N 6°36′10″O / 42.46250, -6.60278 | 11          |
| San Esteban de Valdueza   | 42°30′17″N 6°34′55″O / 42.50472, -6.58194 | 65          |
| Santa Lucía de Valdueza   | 42°28′24″N 6°37′52″O / 42.47333, -6.63111 | 0           |
| San Lorenzo del Bierzo    | 42°31′20″N 6°35′30″O / 42.52222, -6.59167 | 239         |
| Santo Tomás de las Ollas  | 42°33′19″N 6°34′44″O / 42.55528, -6.57889 | 284         |
| Toral de Merayo           | 42°31′30″N 6°38′04″O / 42.52500, -6.63444 | 506         |
| Valdecañada               | 42°30′09″N 6°36′34″O / 42.50250, -6.60944 | 37          |
| Valdefrancos              | 42°29′09″N 6°34′05″O / 42.48583, -6.56806 | 30          |
| Villanueva de Valdueza    | 42°29′23″N 6°35′03″O / 42.48972, -6.58417 | 98          |
| Villar de los Barrios     | 42°30′27″N 6°33′10″O / 42.50750, -6.55278 | 151         |
| Diseminados               |                                           | 142         |
| Total                     |                                           | 63 052      |

### Barrios y pueblos asimilados al casco urbano
Fuentesnuevas

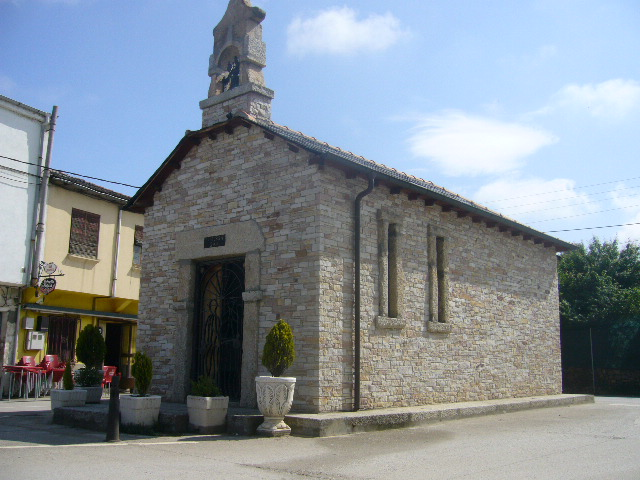
Ermita del Santo Cristo, Fuentesnuevas

El día 18 de julio se festeja el Corpus Christi, con solemne misa en la ermita del Cristo (situada en el Camino de Santiago), en esta fiesta se suele merendar con ternera que se vende en el bar del Campo de la fiesta.
El 15 de agosto se celebra el Festival de la Sardina. Donde se puede degustar una buena tapa de sardinas, acompañada de buen vino y amenizada con una orquesta al más puro estilo de una verbena. En honor de Nuestra Señora y San Roque. Hoy en día las nuevas actividades festivas han llevado a que los actos más concurridos sean La Procesión de la Luz (en plena noche y con alumbrado de velas) y la ronda de Bodegas (un acto popular de visitar la calle Real, donde los vecinos sacan sus bodegas a la misma calle ofreciendo vino y comida gratis a todos los asistentes. Se ha puesto de moda entre los jóvenes del pueblo realizar, entre el grupo de colegas, graciosas camisetas para animar el acto. Se espera que en años venideros la comisión de fiestas dedique un pequeño premio económico a las tres mejores). En este barrio ponferradino se sitúan el hospital comarcal del Bierzo, el más grande de la comarca, un centro de asprona, un instituto, un colegio de educación especial y otro público -la cogolla- y un edificio del Proyecto Hombre.
Está comunicado con Ponferrada por las líneas 2, 5, 6 y 7 del SMT.
Barrio de Compostilla
Situado al noroeste de Ponferrada, el barrio está dividido por el canal Bajo del Bierzo, y dista 2,5 km del centro de la ciudad.
La creación del barrio surge por la llegada de obreros para trabajar en la construcción de la central térmica de Endesa de Compostilla I (hoy, ya desmantelada, sede del CIUDEN y del museo de la Energía) y también para trabajar en ella. Dicho barrio recibe la definición de barrio residencial debido a que la mayoría de sus edificaciones son unifamiliares.
Cuenta con instalaciones deportivas privadas, canchas de tenis, campos de baloncesto, campo de fútbol (usado, habitualmente, por la S.D.Ponferradina B) y canchas de pádel. También tiene unas piscinas de verano.
Este barrio está sufriendo cambios con la construcción en su entorno del nuevo parque de bomberos. Cuenta también con la sede de la Cruz Roja de la ciudad y el nuevo centro de Formación Profesional contiguo al parque de bomberos.
Podemos destacar la gran obra para la ciudad de Ponferrada que fue la retirada de la montaña de carbón que separaba el centro de la ciudad de dicho barrio. En este espacio está prevista la construcción de un parque, así como el Museo de la Energía ya existente.
Está comunicado con Ponferrada por las líneas 3 y 7 del SMT.
Fiestas del barrio:
- 23 de junio - Hoguera de San Juan
- Otoño - Magosto

Barrio de Cuatrovientos
- 1 de mayo: San José Obrero

Este conocido barrio de Ponferrada al principio no era más que una hilera de casas bordeando la primera nacional VI que se construyó, allá por los años cincuenta. Los terrenos adyacentes, que básicamente eran zarzales o vegetación libre con alguna finca de manzanos, poco a poco fueron comprados por emigrantes, principalmente procedentes de Galicia pero también de muchos otros pueblos del Bierzo, que en muchos casos se construyeron sus casas ellos mismos. Actualmente cuenta con un centro de salud, el Ponferrada IV, que posee una plantilla de seis médicos de familia, dos fisioterapeutas, un odontólogo, una matrona de área, un pediatra, un higienista dental y dos auxiliares de enfermería y servicios como el de Fisioterapia. También se encuentran en este barrio el colegio público Jesús Maestro y el centro concertado San José Obrero, además de un centro cívico y el parque Pablo Picasso.
Está comunicado con Ponferrada por las líneas 2, 5, 6 y 7 del SMT.
Barrio de La Placa
En principio se llamaba San Dionisio. El nombre actual se debe a la ubicación de la placa donde giraban las locomotoras del ferrocarril, ya que en este barrio era donde estaban ubicados los talleres de RENFE en Ponferrada. Actualmente es un barrio en expansión. Se ubicará en un futuro la estación del AVE de Ponferrada, además de trasladarse aquí la estación de autobuses para configurar un enclave intermediario entre los diversos medios de transporte. Cuenta con su propio colegio, el CP Virgen del Carmen, además de con unas piscinas privadas y una iglesia, entre otros servicios.
- 16 de julio - Fiesta del Carmen.

La Placa está comunicada con Ponferrada por las líneas 4 y 7 del SMT.
Barrio de Flores del Sil
Es un barrio que se extiende desde los límites que marca la vía del ferrocarril, al este y norte; el río Sil al sur y la pedanía de La Martina al oeste. Los primeros pobladores se instalaron en el barrio en los años 1920. Hasta entonces, los terrenos donde se ubica, eran en su mayoría campos de cultivo especialmente de cereal, pertenecientes a los vecinos del cercano pueblo de Toral de Merayo. El barrio fue surgiendo en torno a la carretera Nacional 120, Logroño-Vigo, llamada en Ponferrada, carretera de Orense. La fiesta se celebra siempre el segundo domingo de mayo en honor a Jesús Divino Obrero. El obispo de Astorga eligió este patrono, por consejo de la gente, en el año 1936 ya que la mayor parte de la población era obrera. El primer templo del barrio, sin embargo, está dedicada a Santiago Apóstol. En 2006 la población de este populoso barrio de Ponferrada era de 9072 habitantes.
Actualmente cuenta con el centro de Salud Ponferrada III y el IES Europa, ubicados en la zona del Temple, que se encuentra situada al este del barrio; delimitada al norte y al este por las vías del ferrocarril de la línea Palencia-La Coruña, al sur por el río Sil y al oeste por la avenida de La Cemba, se considera como un barrio dentro de Flores del Sil, donde están establecidos los servicios citados anteriormente además de una residencia de ancianos en el antiguo campo de la Minero, gestionada por la Junta de Castilla y León, un centro de día para enfermos de Alzheimer,y el parque homónimo, uno de los más grandes de la ciudad y donde entre otras actividades, se realiza en las fiestas de la Encina la denominada Ciudad Mágica CIMA, consistente en atracciones hinchables, juegos y talleres para los niños, o zonas dedicadas para practicar la petanca.
Es digno de nombrar que el otro parque grande de Flores del Sil fue adquirido en la década de 1970 por los propios vecinos, en «cuestación» popular. Para ello compraron parte de los terrenos de la finca del Trinitario. Existe un centro cívico ubicado en la avenida de la Martina. Como centros educativos cuenta con el colegio Ponferrada XII que nace de la fusión de los dos anteriores colegios existentes y el colegio bilingüe concertado La Asunción, perteneciente a las religiosas de la Asunción.
El barrio está conectado a Ponferrada mediante las líneas 1, 2, 4 y 7 del SMT.
Barrio del Puente Boeza
Su nombre es debido al puente medieval (cerca de él existen restos de uno anterior de construcción romana) que cruza el río Boeza a su paso por este barrio.
El puente medieval, que también dio servicio a la circulación de vehículos de motor, pasó a ser peatonal al construirse a corta distancia otro puente de nueva fábrica.
Este barrio dividido en dos por el río Boeza, da paso a la parte sur del municipio de Ponferrada y a la comarca tradicional del Valle del Oza o Valdueza, así como la salida hacía los Montes Aquilianos, El Morredero y la parte más oriental de La Cabrera.
De él parte la carretera de Sanabria, proyectada en 1919 para comunicar el Bierzo con la Cabrera (Ponferrada-Santalavilla-Puebla de Sanabria) y que quedó sin terminar en lo alto del pico de la Aquiana en el llamado Campo de las Danzas.
Está conectado a Ponferrada por la línea 5 del SMT.
En el barrio se ubica la cooperativa Cepas del Bierzo y cuenta con un gran prado en el que está delimitado un campo polivalente de fútbol y rugby. En la zona norte hay un polideportivo, conocido popularmente como JT, y cuya denominación oficial es Polideportivo Antonio Vecino.
Los eventos festivos de este barrio son:
- Mediados de junio: fiesta popular con sus bailes de orquesta en el prado del barrio.
- Octubre-noviembre: magosto popular con castañas, chorizos y vino

Barrio de la Rosaleda
Es un barrio de la ciudad de Ponferrada que cuenta con el edificio civil más alto de Castilla y León, la Torre de la Rosaleda con 30 plantas, el centro comercial El Rosal, un conservatorio de música y un barrio comercial con el bulevar Juan Carlos I como base. En él está ubicado el parque del Oeste, que es el parque más grande de la ciudad. También cuenta con una iglesia de diseño, la parroquia del Buen Pastor, en el bulevar Juan Carlos I, y una residencia privada de mayores.
Por el centro del barrio pasa la línea C del SMT. Además, por los diferentes extremos de La Rosaleda se pueden coger otras líneas como la 2, la 6 y la 5 en la avenida Galicia y la 4 en la avenida de Asturias.
La Martina
Barrio ligado a la antigua carretera a Orense, situado entre el barrio de Flores del Sil y Dehesas. Dentro de sus límites se encuentran numerosas naves industriales. Las casas que lo forman suelen ser unifamiliares o de pocas alturas.
Está unido a Ponferrada por la línea 1 del SMT.

### Código postal
Núcleo central: 24401 a 24404
- Distrito 01; El Plantío, Zona Alta: 24401
- Distrito 02; La Puebla, plaza Lazúrtegui: 24402
- Distrito 03; El Temple – Flores del Sil:- La Placa 24403
- Distrito 04; La Rosaleda – Cuatrovientos: 24404

Zonas de la periferia: 244XX
- Fuentesnuevas: 24411
- Columbrianos: 24490
- Compostilla: 24492

## Economía

#### Agricultura y ganadería
En toda la comarca se producen vinos de gran calidad (Denominación de Origen Bierzo), exportados a diversos sitios como Alemania o Estados Unidos, en el municipio de Ponferrada, concretamente en el barrio del Puente Boeza tiene su sede la Cooperativa Vitivinícola Cepas del Bierzo la de mayor producción en tonelaje de uvas del Bierzo, que recoge la uva procedente de las viñas de los pueblos de alrededor de la ciudad como son San Lorenzo, Otero o Campo, por lo que los últimos fines de semana del mes de septiembre o el primero de octubre, según hayan sido las precipitaciones y las condiciones climáticas durante el verano, se realiza la vendimia, en la que se procede a recolectar la uva de las viñas de estos pueblos ubicados en el sur y sureste de Ponferrada.
También tienen un lugar muy destacado en la agricultura ponferradina y berciana las frutas y hortalizas (Denominación de origen Manzana Reineta del Bierzo o Pimiento del Bierzo); castañas, pera Conferencia, cerezas.
Aún se explotan numerosas huertas, bien para el consumo familiar o bien para una posterior venta en el mercado de abastos de Ponferrada o fruterías locales. Estas huertas todavía se pueden encontrar en la ciudad, por la zona de la ribera del Sil en el barrio de los Judíos, que son el vestigio de la zona de Las Huertas del Sacramento, ubicada donde actualmente está la avenida homónima, y donde numerosos ponferradinos tenían tierras en las que cultivaban diferentes tipos de hortalizas. Otros lugares aún próximos a la zona urbana son las zonas de huertas existentes entre los barrios de Flores del Sil y La Placa, o entre Cuatrovientos y Columbrianos, además de en las zonas rurales. En septiembre, las familias que han plantado pimientos en sus huertas, todavía continúan con la tradición del asado de pimientos, comenzada en el siglo XVIII por las amas de casa bercianas, conocidas como las pimenteras, y que consiste en recolecta los pimientos, almacenarlos y a los pocos días, se asan, y posteriormente se pelan y se eliminan las semillas, pasando a envasarlos en pequeños botes de vidrio.
La ganadería, aunque ha sufrido un retroceso en el municipio debido al crecimiento de la ciudad, sigue teniendo una cierta importancia tanto a nivel de explotaciones familiares en los pueblos del municipio, como en la cría de distintas especies para sacrificio. Hasta 2009 Ponferrada contaba con un matadero municipal ubicado en la zona de La Martina, a la espera de la construcción de un matadero comarcal.

#### Industria
Sede de CUPA GROUP, líder mundial en la producción y comercialización de pizarras para cubiertas, con más de 2000 trabajadores y filiales en 11 países. Cuenta con la mayor planta de producción de palas (LM Wind Power) y fustes (Grupo Comonor) para aerogeneradores eléctricos de Europa que emplearon en su día a unos 1500 trabajadores encuadrándose por tanto dentro de la gran industria, aunque actualmente ha cesado la actividad en la segunda y se ha reducido la plantilla en la primera. Una empresa de siderurgia, Aceros Roldán S.A., que posee una planta de mediano tamaño dentro del grupo Acerinox y diversas pequeñas empresas. Otra empresa a destacar en la comarca es Vitro Cristalglass (transformación del vidrio) quien empleó a más 600 trabajadores y cuyas instalaciones son las de mayor fabricación de vidrio aislante de la península. Actualmente, debido a la crisis económica, esta empresa se encuentra en concurso de acreedores. Así mismo, es la cuna tanto de la Minero Siderúrgica de Ponferrada, convertida en Coto Minero Cantábrico, la mayor empresa minera privada de España, como de ENDESA (Empresa Nacional de Electricidad S. A.), fundada en 1947, privatizada en el 2000 y que es la mayor eléctrica de España e Iberoamérica. Compostilla I fue su primera planta de producción, inaugurada a principio de los años 50. En la década de 1960 se crea la Central térmica de Compostilla II, en el cercano municipio de Cubillos del Sil. A estas dos industrias, la MSP y ENDESA es a las que se les debe mayoritariamente el gran crecimiento de Ponferrada en el siglo XX.

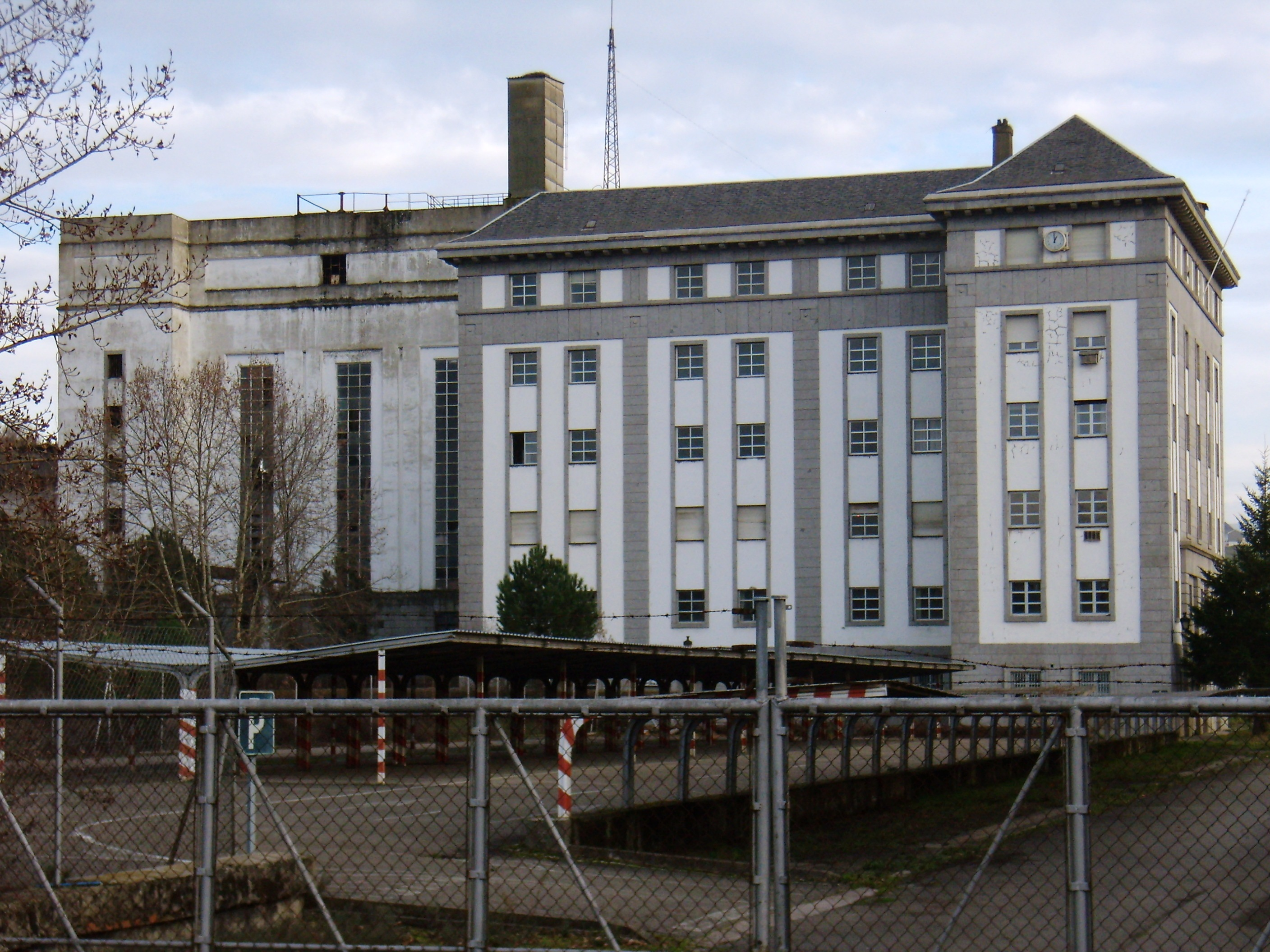
Central térmica de Compostilla I (actualmente sede de CIUDEN)

Dentro del municipio tienen su sede distintas empresas dedicadas a la fabricación de productos cárnicos con gran producción y volumen de ventas, como es el caso de Embutidos Pajariel. Su zona de influencia también cuenta con industrias agroalimentarias y empresas que se dedican a la producción de cemento y también de suma importancia la manufacturación de la pizarra.
En la antigua Central Térmica de Compostilla I, tiene su sede la fundación Ciudad de la Energía (CIUDEN). A finales de 2008 se aprueba el proyecto que convirtió la antigua Central Térmica de la MSP y parte de la Central Térmica de Compostilla I en el Museo Nacional de la Energía.
Polígonos industriales
En Ponferrada existen varios polígonos industriales:
- El más grande es el polígono industrial El Bayo, que cuenta con más de 2 millones de m² de superficie,[43] y que se ubica entre Ponferrada y Cubillos del Sil. Una de las empresas más destacadas en este polígono es TVITEC, dedicada a la transformación del vidrio.
- El polígono de La Llanada está situado en la zona de Montearenas, cuenta con la presencia de LM Wind Power como su empresa más puntera.
- Polígono industrial del Bierzo (P.I.B), se encuentra entre Ponferrada y Cuatrovientos. En él están basadas diferentes empresas, mayoritariamente vinculadas con la automoción(concesionarios de vehículos o talleres de reparación de los mismos).
- Además, otros polígonos industriales de Ponferrada son el polígono de Cantalobos, polígono de La Martina, polígono de la Barca, polígono de Dehesas y zona industrial de Montearenas[44]

Actualmente está en construcción el Cylog, un centro logístico que se ubica en la zona de los muelles, en las cercanías de Cuatrovientos, y que actuará como un puerto seco que contará con acceso ferroviario y por carretera. Existen acuerdos para transportar mercancías de los puertos de La Coruña y Vigo.

#### Sector terciario
El sector servicios, que sigue creciendo como en el resto de Europa, representa actualmente el sector probablemente más en auge y el que mayores ingresos produce aunque centrado en el comercio generando un nulo valor añadido y empleo con una escasa demanda de cualificación, como el resto del país.

## Símbolos

Diseño similar al que utiliza el Ayuntamiento de Ponferrada

### Escudo
El escudo heráldico que representa al municipio sigue el siguiente blasón o descripción escrita:

«Escudo de azur con un puente de oro, mazonado de sable y almenado, con dos torres en sus extremos, y puesto sobre ondas de plata y azur. Timbrado de corona real abierta, en oro».
Boletín Oficial de Castilla y León n.º 118 de 20 de junio de 1996

### Himno
Popularmente se ha aceptado la canción tradicional A Ponferrada me voy como himno de Ponferrada, siendo una de las canciones más conocidas y populares.[cita requerida] En 1950 se dio a conocer el himno de Ponferrada compuesto por Pedro Fernández Matachana: En el Bierzo, jardín del amor, floreció esta hermosa ciudad, Ponferrada, hidalga y señorial....

## Administración y política

### Gobierno municipal
Actualmente, la corporación municipal de Ponferrada está integrada por 25 concejales, según lo dispuesto en la Ley del Régimen Electoral General, que establece el número de concejales elegibles en función de la población del municipio.
Hasta la fecha, todos los alcaldes de la ciudad de Ponferrada han pertenecido al Partido Popular (PP) y el Partido Socialista Obrero Español (PSOE), excepto entre 2013 y 2015, que gobernó una coalición de otros partidos. En mayo de 2002, el alcalde Ismael Álvarez, del PP, se vio obligado a dimitir por el llamado Caso Nevenka, en el que fue sentenciado por el Tribunal Superior de Justicia de Castilla y León por el delito acoso sexual. El 8 de marzo de 2013 se produce una moción de censura presentada por PSOE-IAP, que desbancó a Carlos López Riesco para colocar en la alcaldía a Samuel Folgueral Arias, del PSOE. Hecho polémico que planteó a Folgueral la disyuntiva de seguir en el PSOE o dejar su nuevo cargo de alcalde si no rompía el pacto con IAP, partido liderado por Ismael Álvarez. El 10 de marzo, Folgueral y los otros siete concejales del PSOE optaron por marcharse del partido. Por su parte, Álvarez (IAP) renunció al cargo.
En las elecciones de 2023 el partido más votado fue el PSOE, pero fue el PP quien obtuvo la alcaldía al obtener el apoyo de Vox y Coalición por El Bierzo.

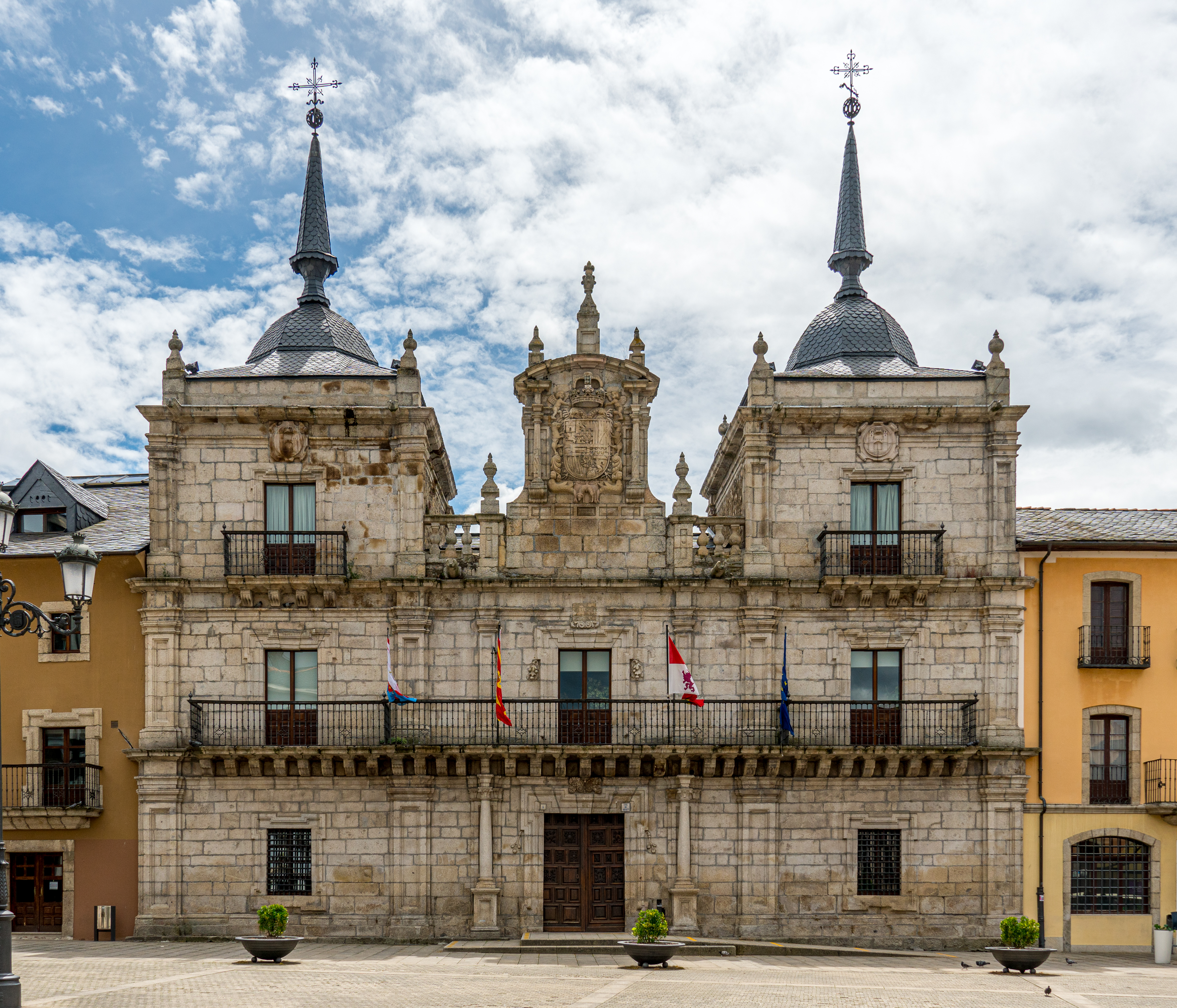
Ayuntamiento de Ponferrada

| Periodo   | Nombre                     | Partido | Partido                                                             |
| --------- | -------------------------- | ------- | ------------------------------------------------------------------- |
| 1979-1995 | Celso López Gavela         |         | Partido Socialista Obrero Español (PSOE)                            |
| 1995-2002 | Ismael Álvarez Rodríguez   |         | Partido Popular (PP)                                                |
| 2002-2013 | Carlos López Riesco        |         | Partido Popular (PP)                                                |
| 2013-2015 | Samuel Folgueral Arias     |         | No adscritos (ex-PSOE)-Independientes Agrupados de Ponferrada (IAP) |
| 2015-2019 | Gloria Fernández Merayo    |         | Partido Popular (PP)                                                |
| 2019-2023 | Olegario Ramón Fernández   |         | Partido Socialista Obrero Español (PSOE)                            |
| 2023-act. | Marco Antonio Morala López |         | Partido Popular (PP)                                                |

| Partido político                             | 2023                     | 2023                     | 2023                     | 2019  | 2019   | 2019       | 2015  | 2015  | 2015       | 2011  | 2011   | 2011       | 2007  | 2007   | 2007       |
| Partido político                             | %                        | Votos                    | Concejales               | %     | Votos  | Concejales | %     | Votos | Concejales | %     | Votos  | Concejales | %     | Votos  | Concejales |
| Partido Socialista Obrero Español (PSOE)     | 33,22                    | 9964                     | 11                       | 32,13 | 10 417 | 9          | 20,91 | 6766  | 6          | 24,40 | 8443   | 8          | 29,77 | 10 426 | 9          |
| Partido Popular (PP)                         | 30,80                    | 9238                     | 10                       | 22,93 | 7436   | 6          | 23,28 | 7533  | 7          | 38,96 | 13 482 | 12         | 49,16 | 17 216 | 14         |
| Coalición por El Bierzo (CB)                 | 8,62                     | 2588                     | 2                        | 9,21  | 2988   | 2          | 8,95  | 2896  | 2          | —     | —      | —          | —     | —      | —          |
| Vox                                          | 7,82                     | 2347                     | 2                        | —     | —      | —          | 0,85  | 275   | 0          | —     | —      | —          | —     | —      | —          |
| Izquierda Unida (IU)                         | 4,80                     | 1440                     | 0                        | 2,38  | 773    | 0          | 7,89  | 2552  | 2          | 4,91  | 1700   | 0          | 4,99  | 1749   | 0          |
| Partido Regionalista de El Bierzo (PRB)      | 4,71                     | 1415                     | 0                        | 7,32  | 2374   | 2          | 5,22  | 1688  | 1          | 2,62  | 906    | 0          | 2,95  | 1032   | 0          |
| Podemos                                      | Con Izquierda Unida (IU) | Con Izquierda Unida (IU) | Con Izquierda Unida (IU) | 7,11  | 2308   | 2          | —     | —     | —          | —     | —      | —          | —     | —      | —          |
| Unión Social de Electores Bierzo (USE)       | —                        | —                        | —                        | 7,87  | 2552   | 2          | 18,58 | 6013  | 5          | —     | —      | —          | —     | —      | —          |
| Ciudadanos (CS)                              | —                        | —                        | —                        | 8,20  | 2660   | 2          | 9,27  | 2998  | 2          | —     | —      | —          | —     | —      | —          |
| Independientes Agrupados de Ponferrada (IAP) | —                        | —                        | —                        | —     | —      | —          | —     | —     | —          | 16,53 | 5719   | 5          | —     | —      | —          |
| Movimiento Alternativo Social (MASS)         | —                        | —                        | —                        | —     | —      | —          | —     | —     | —          | 3,59  | 1244   | 0          | 6,68  | 2340   | 2          |

### Justicia
Ponferrada es la cabeza del partido judicial de Ponferrada. Es el número 4 de los siete partidos judiciales de la provincia de León y su demarcación comprende al municipio de Ponferrada y el resto de municipios del Bierzo a excepción del municipio de Palacios del Sil. El conjunto de organismos judiciales es el siguiente:
- Juzgados de primera instancia e instrucción: 8
- Juzgados de lo social: 2
- Juzgado de lo penal: 1

### Mancomunidad

Escudo de la Mancomunidad de Municipios del Agua del Bierzo

La Mancomunidad de Municipios del Agua del Bierzo es un ente público formado por los municipios de Arganza, Cabañas Raras, Cacabelos, Camponaraya, Carracedelo, Cubillos del Sil, y Sancedo (gran parte de los municipios que comprende el Bierzo Bajo excepto Villafranca del Bierzo, Toral de los Vados, Priaranza del Bierzo y Borrenes), pudiéndose adherirse otros municipios de acuerdo a lo recogido en sus Estatutos y al procedimiento indicado en la Ley 1/ 1998, del 4 de junio del Régimen Local de Castilla y León.
En 2008 el municipio de Ponferrada mostró su voluntad de abandonar la Mancomunidad, decisión que finalmente se llevó a cabo, procediéndose a cambiar la denominación de la entidad (fundada como Mancomunidad de municipios de la comarca de Ponferrada). A pesar de esta decisión se ha mantenido la sede de esta entidad en Ponferrada, situada en el barrio de Fuentesnuevas, avenida de Galicia número 369.

### Municipio

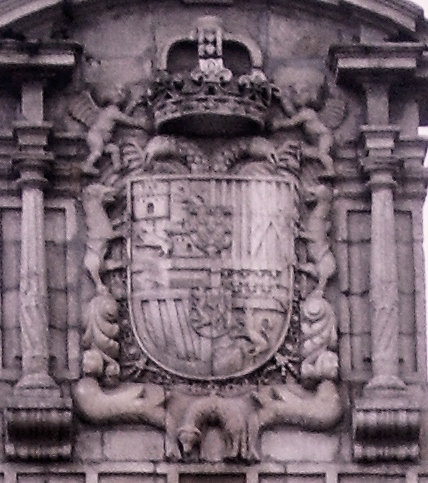
Escudo del reinado de Carlos II en la fachada del consistorio ponferradino

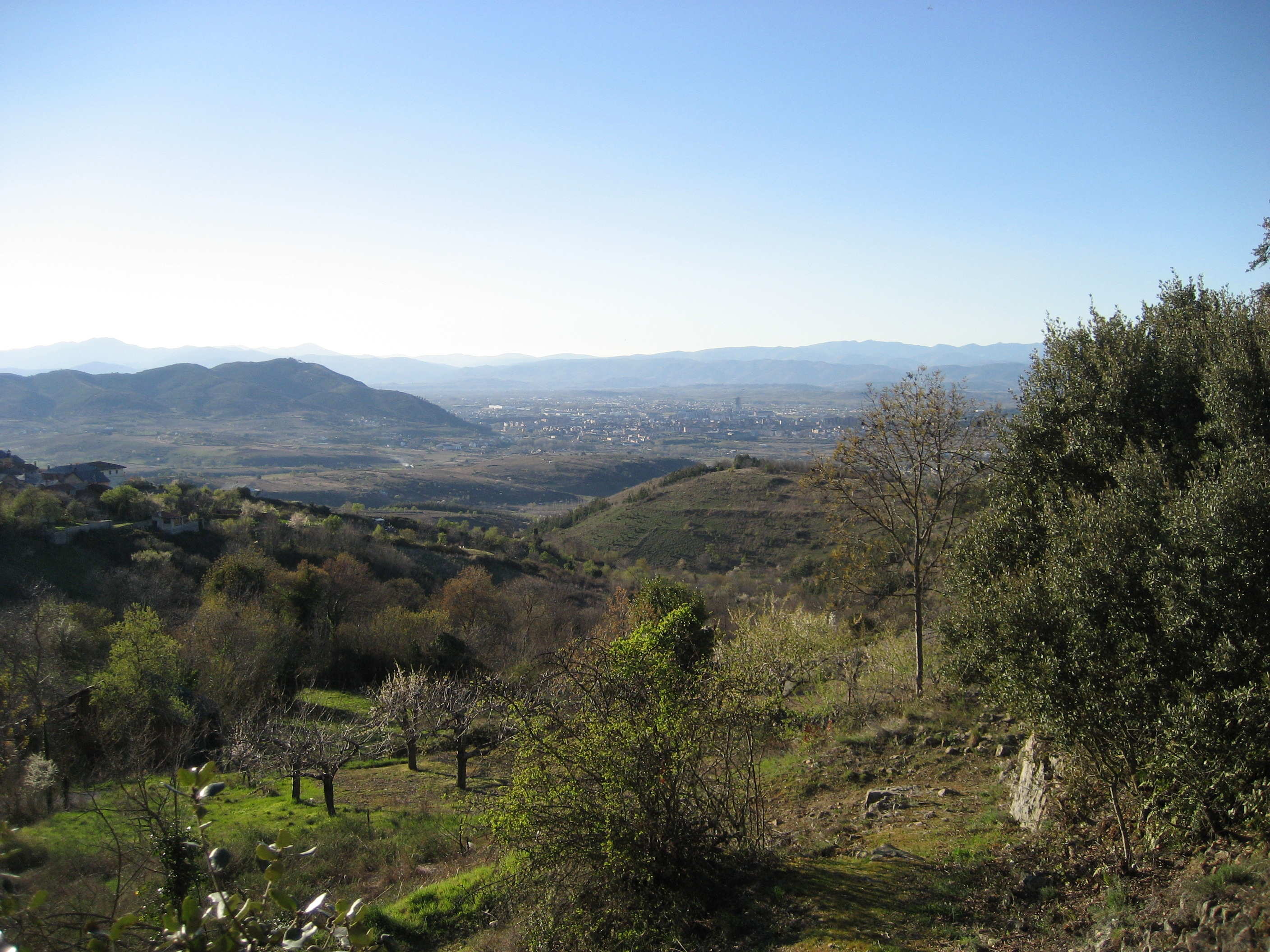
Vista de la ciudad de Ponferrada y de parte del Bierzo Bajo desde Lombillo de Los Barrios

El municipio de Ponferrada comprende, además de la ciudad de Ponferrada, a otras 33 entidades singulares de población. Algunas de ellas, 17 en total, son, a su vez, entidades locales menores. El municipio anexionó los términos municipales de San Esteban de Valdueza en 1974 y de Los Barrios de Salas en 1980, ambos integrados por muchos pueblos.
Los núcleos de población que forman parte del municipio de Ponferrada son los siguientes:
| - Bárcena del Bierzo - Bouzas - Campo - Urbanización Patricia - Carracedo de Compludo - Columbrianos - Compludo - Compostilla - Cuatrovientos - Dehesas - Espinoso de Compludo - Flores del Sil - Fuentesnuevas - Lombillo de los Barrios - Manzanedo de Valdueza - Montes de Valdueza - Otero - Ozuela - Palacios de Compludo | - Peñalba de Santiago - La Placa - Ponferrada - La Martina - Rimor - Salas de los Barrios - San Andrés de Montejos - San Clemente de Valdueza - San Cristóbal de Valdueza - San Esteban de Valdueza - San Adrián de Valdueza - Santa Lucía - San Lorenzo - Santo Tomás de las Ollas - Toral de Merayo - Valdecañada - Valdefrancos - Villanueva de Valdueza - Villar de los Barrios |

## Servicios

### Educación
Ponferrada cuenta con los siguientes centros educativos:
| Tipo de centro                                            | Nombre |
| --------------------------------------------------------- | ------ |
| Colegios de educación infantil y primaria                 |        |
| CRA Alborada                                              |        |
| CEIP Campo de los Judíos                                  |        |
| CEIP Campo de la Cruz                                     |        |
| CEIP Compostilla                                          |        |
| CEIP Jesús Maestro                                        |        |
| CEIP Las Alamedas                                         |        |
| CEIP La Cogolla                                           |        |
| CEIP Navaliegos                                           |        |
| CEIP Flores del Sil                                       |        |
| CEIP Peñalba                                              |        |
| CEIP San Andrés de la Borreca                             |        |
| CEIP San Antonio                                          |        |
| CEIP Valentín García Yebra (La Minero)                    |        |
| CEIP Virgen del Carmen                                    |        |
| Centros privados concertados                              |        |
| Espíritu Santo                                            |        |
| La Asunción                                               |        |
| La Inmaculada                                             |        |
| San Ignacio                                               |        |
| San José Obrero                                           |        |
| Institutos de educación secundaria                        |        |
| IES Álvaro de Mendaña                                     |        |
| IES Europa                                                |        |
| IES Fuentesnuevas                                         |        |
| IES Gil y Carrasco                                        |        |
| IES Virgen de la Encina                                   |        |
| Centros universitarios                                    |        |
| UNED                                                      |        |
| Universidad de León, Campus de Ponferrada                 |        |
| Otros centros educativos                                  |        |
| Escuela Oficial de Idiomas                                |        |
| Conservatorio de música Cristóbal Halffter                |        |
| Colegio de educación especial Bérgidum                    |        |
| Centro de educación de personas adultas Ramón Carnicer    |        |
| CIFP Ponferrada (dependiente del IES Virgen de la Encina) |        |

Campus universitario
Creado como una «apuesta de futuro», según palabras de Ángel Penas, rector de la Universidad de León, de la que depende, el Campus de Ponferrada comenzó a impartir docencia en el curso 1996/1997 después de años de reivindicaciones para que Ponferrada se dotara de instituciones universitarias (ver: UNED). Para ello, se reaprovechó el edificio del antiguo Hospital Camino de Santiago, vacío después de su traslado a un edificio de nueva planta.
La actividad en el Campus ponferradino se inició con solo 149 alumnos; hoy, supera los 1500, tras años en que el campus ha ido aumentando su abanico de titulaciones, al tiempo que se han ido dotando de nuevas y más modernas infraestructuras; entre ellas, nuevos edificios para servicios, institutos de investigación, cafetería, biblioteca universitaria, piscina climatizada...
En la actualidad, el abanico de titulaciones impartidas en Ponferrada son las siguientes:
- Ingeniero Técnico en Topografía, Ingeniería Técnica Forestal
- Ingeniero Técnico Agrícola: Especialidad Industrias Agrarias y Alimentarias
- Fisioterapia
- Turismo (privada)
- Enfermería
- Título propio en Cinematografía y Artes Visuales, hoy envuelto en cierta polémica por la posibilidad de su conversión en título de Formación Profesional con la entrada en vigor del Espacio Europeo de Educación Superior, pero que años atrás fue uno de los más atractivos de la institución académica, que contó con las lecciones magistrales de cineastas de la talla de Woody Allen o Alejandro Amenábar, entre otros.

### Sanidad
Sanidad pública
La sanidad ponferradina está gestionada por el ente autonómico Sacyl (Sanidad de Castilla y León).La Ley 1/1993, de 6 de abril, de Ordenación del Sistema Sanitario, divide la atención sanitaria en tres niveles de atención: primaria, especializada y continuada.
La atención primaria está gestionada desde el Área de Salud del Bierzo. Ponferrada cuenta con 4 centros de salud:
| Nombre del centro                                | Ubicación                 |
| ------------------------------------------------ | ------------------------- |
| Centro de salud Ponferrada I San Antonio         | Zona Alta                 |
| Centro de salud Ponferrada II Bierzo/Pico Tuerto | Centro de la ciudad       |
| Centro de salud Ponferrada III                   | Temple/Flores del Sil     |
| Centro de salud Ponferrada IV                    | Cuatrovientos/La Rosaleda |

Además de estos centros, existen consultorios médicos en algunas pedanías para acercar la atención médica a los pueblos. En estos centros un médico especialista perteneciente generalmente a un centro de salud acude unos días determinados a la semana para prestar consulta. Actualmente tienen consultorio médico los pueblos de San Esteban de Valdueza, Campo, Fuentesnuevas, Dehesas, San Lorenzo, Toral de Merayo, Villanueva de Valdueza y San Andrés de Montejos.
En cuanto a la atención especializada, en Fuentesnuevas está ubicado el Hospital Universitario El Bierzo, que da servicio a todas las poblaciones del Bierzo así como a la comarca vecina de Laciana. El centro cuenta con un total de 450 camas y en él se imparten numerosas especialidades. Actualmente en algunas consultas concretas presenta índices de saturación. Este hospital se inauguró en 1994 en sustitución del antiguo Hospital Camino de Santiago ubicado en la zona alta que debido al aumento de la población se había quedado pequeño para atender a toda la demanda.
Sanidad privada
Además de las numerosas consultas privadas de especialistas que hay distribuidas por la ciudad (clínicas dentales, oftalmológicas, laboratorios de análisis, consultas de dermatólogos, cardiólogos, podólogos, fisioterapeutas...) existen dos grandes centros sanitarios privados en Ponferrada:
- Clínica Ponferrada, inaugurada en 1996 y situada en la avenida de Galicia, en la zona de Aldama - La Rosaleda. Cuenta con las secciones de consultas externas, radiología, cirugía, hospitalización, urgencias y diferentes medios de diagnósticos y servicios asistenciales. cuenta con más de 60 médicos y 46 habitaciones[61] así como conciertos con el Sacyl para reducir las listas de espera del Hospital Universitario El Bierzo
- Hospital de la Reina, ubicado en la zona alta de la ciudad, es gestionado por la Real Fundación Hospital de la Reina, y creado por los Reyes católicos para atender a los peregrinos del Camino de Santiago en 1492. El edificio actual tiene una estructura moderna y cuenta con secciones de consultas externas, cirugía, radiología, centro de rehabilitación y también con comunidad religiosa. Cuenta con conciertos con el Sacyl para desviar pacientes a este hospital procedentes del Hospital Universitario El Bierzo.

Farmacias
Actualmente Ponferrada cuenta con una amplia red de farmacias para acercar a los ponferradinos la compra de medicamentos. La distribución de farmacias es la siguiente:
- Centro Ciudad (Zona baja - La Puebla): 11 farmacias
- Barrio de la Estación: 1 farmacia
- Cuatrovientos: 1 farmacia
- Flores del Sil: 2 farmacias
- Temple: 1 farmacia
- La Rosaleda: 2 farmacias
- Zona Alta: 6 farmacias
- Puente Boeza: 1 farmacia
- Fuentesnuevas: 1 farmacia
- Dehesas: 1 farmacia
- Columbrianos: 1 farmacia
- Compostilla: 1 farmacia

Por la noche, hay una farmacia de guardia en la ciudad de manera rotatoria, es decir, cada noche le toca a una farmacia de Ponferrada abrir en horario nocturno. Además de esta farmacia de guardia rotatoria, existen dos farmacias, una ubicada en el centro comercial El Rosal y otra en el centro de la ciudad, que están abiertas las 24 horas

### Zonas comerciales
El Rosal
Ponferrada cuenta con un gran centro comercial (C.C. El Rosal), inaugurado en octubre de 2007, que integra un hipermercado Carrefour, 147 tiendas (Zara y otras tiendas del grupo Inditex, Cortefiel, Mango, Desigual, H&M, Benetton o The Phone House, Arenal entre otras), más de 15 restaurantes y multicine de 7 salas.
Parque Comercial La Herrería
Ubicado en la zona de la avenida de los Escritores/Aldama y cercano al Museo del Ferrocarril, está compuesto por establecimientos de grandes superficies como Decathlon Easy, Star Center, Sprinter, Mercadona o el restaurante McDonalds.
En esta ubicación se encontraban también los cines La Dehesa, trasladados en 2007 al centro comercial El Rosal.
Otras zonas comerciales

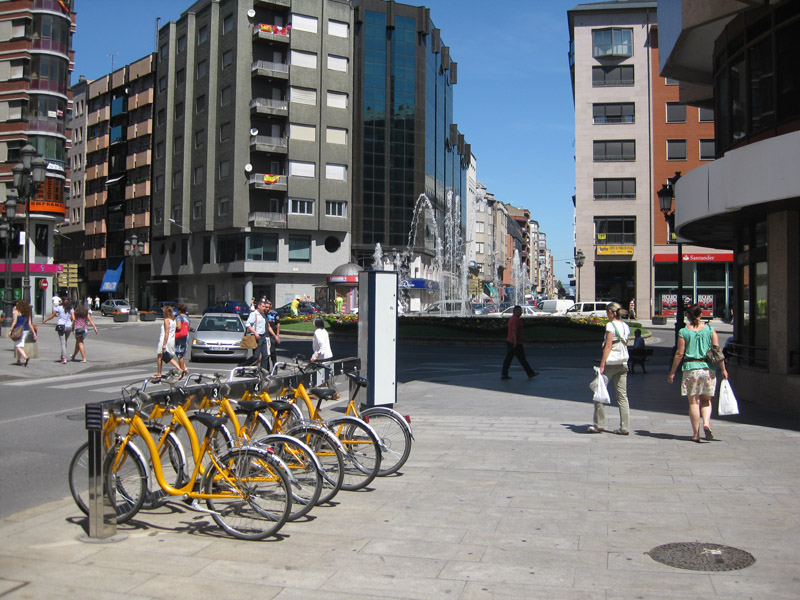
Plaza de Lazúrtegui, uno de los puntos de mayor actividad de la ciudad

Otro centro importante de comercio, es el mercado de abastos destinado a la alimentación, con productos autóctonos como carnes, frutas y hortalizas además de pescado. Actualmente se pretende potenciar con la apertura de gastrobares en las zonas que están en desuso del mismo. Destacan cinco gastrobares: Deleites Gourmet, Er Pescaíto, La crepería, Rosquilla Berciana y SaboreArte.
A esta oferta hay que añadir la numerosa oferta comercial que se concentra principalmente en el entorno de la plaza de Lazúrtegui donde se encuentran grandes firmas como la presencia del grupo El Corte Inglés con tiendas Sfera o viajes El Corte Inglés
Con la apertura del C.C. El Rosal en 2007 se creó una asociación de comerciantes, hosteleros, servicios de ocio y profesionales de Ponferrada que han decidido aunar fuerzas para poder competir con las grandes superficies. Entre otras iniciativas, realizan una feria de rebajas al finalizar el período de rebajas de invierno para dar salida a las existencias de las tiendas a unos precios muy económicos.
La zona alta de la ciudad podría decirse que se ha especializado más como zona de ronda de vinos y bares, concretamente los que están en el entorno de la plaza del Ayuntamiento o la plaza de la Encina.

### Transporte

#### Parque de vehículos
En 2023, Ponferrada contaba con un total de 46 235 vehículos de motor, lo que resulta a 733 automóviles por cada 1000 habitantes.

#### Transporte urbano
Autobús urbano (SMT)
Actualmente la ciudad de Ponferrada cuenta con un servicio de transporte urbano de 8 líneas de las que podemos destacar la línea Circular. En los días laborables y sábados por la mañana existen 8 líneas de las cuales 7 son diametrales y conectan los diversos barrios de Ponferrada. Tienen una frecuencia de 1 hora:
- 1: Universidad - Dehesas
- 2: Toral de Merayo - Fuentesnuevas
- 3: Barrio de San Antonio - Bárcena
- 4: La Placa - Columbrianos
- 5: Puente Boeza - Fuentesnuevas
- 6: Universidad - Fuentesnuevas (Llega hasta el fin del término municipal con Camponaraya)
- 7: La Placa - Fuentesnuevas (Por Compostilla)

También existe la línea Circular que conecta la zona alta de la ciudad con diferentes puntos administrativos o de interés como el Centro Comercial El Rosal, el barrio de la Rosaleda, la estación de autobuses, Hospital de la Reina, el ayuntamiento o los Juzgados. Cuenta con una frecuencia de aproximadamente 15 minutos.
Los fines de semana y los días festivos, debido al menor uso del autobús circulan únicamente 4 líneas: 1, 3, 5 y 7. Estas líneas tienen una frecuencia de 1 hora y circulan los sábados por la tarde, domingos y festivos. Los domingos y festivos el servicio comienza a las 11:00.
Hay que destacar que la totalidad de las líneas pasan por la parada del Intercambiador, para permitir una mayor intermodalidad entre ellas y una mayor variedad de destinos.
Al SMT se puede acceder con la tarjeta ciudadana de Ponferrada. En 2021 el billete sencillo del SMT cuesta 1,10 € y da derecho a transbordo a otras líneas durante 45 minutos.
Movilidad urbana

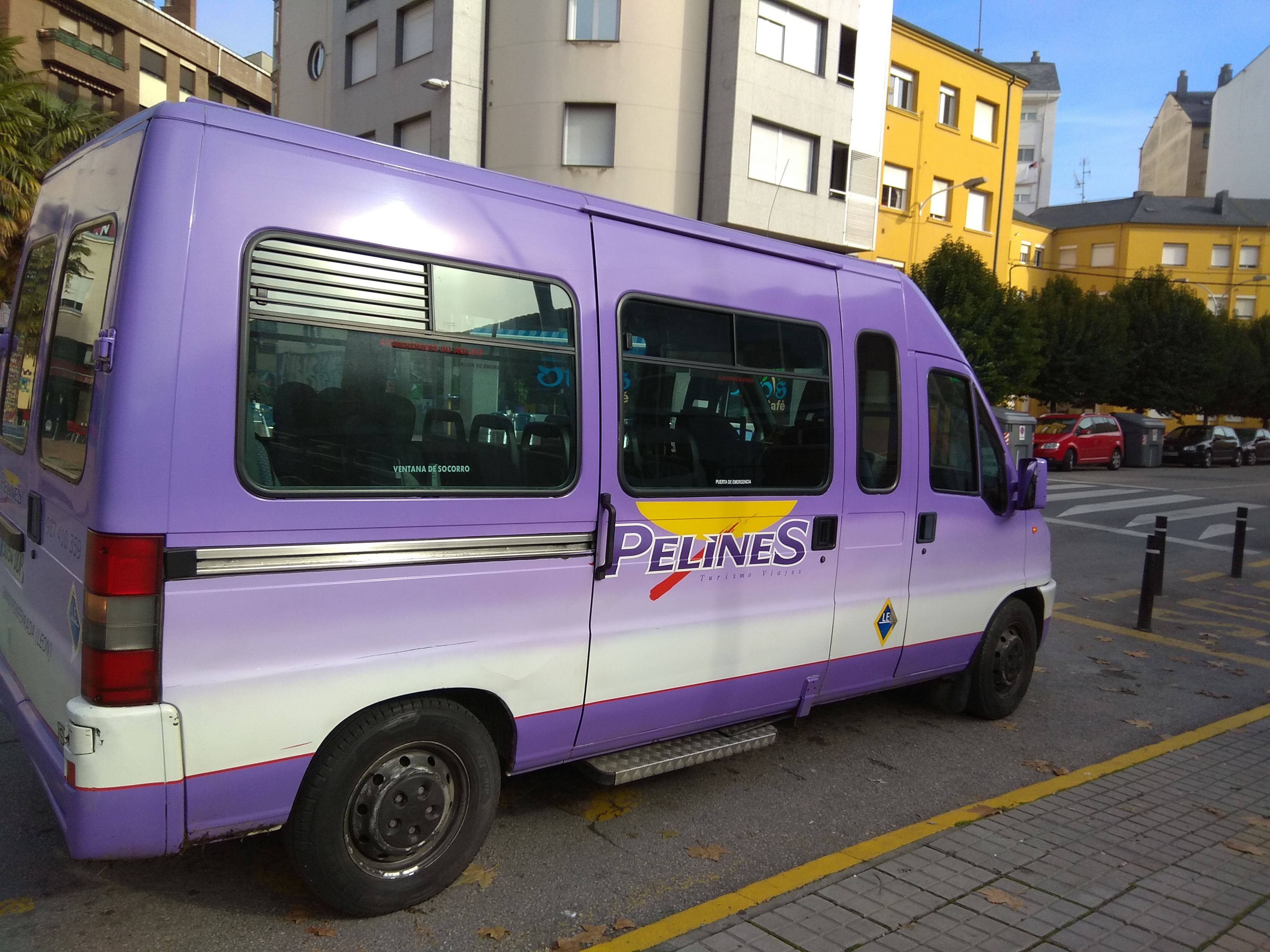
La empresa Pelines, junto con AUPSA, se encargan del Transporte a la Demanda en el área de Ponferrada

Además del servicio de autobuses urbanos (SMT), existen tramos de carril bici en algunas zonas de Ponferrada, bien sea integrados en la acera o en carreteras existentes, así como limitando la velocidad de algunas calles del centro urbano para poder hacer compatible el uso de la bici por ellas. También se han distribuido aparcabicis junto a lugares públicos o deportivos para poder dejar la bicicleta en ellos.
Ponferrada cuenta con tres zonas en las que se restringe el acceso al tráfico, que son el Casco Antiguo, la avenida de España y la zona comercial del centro de la ciudad que está acotada por las calles Gómez Núñez, Camino de Santiago y Ramón y Cajal, a las que únicamente pueden entrar los residentes, quedando como zonas semipeatonales, fomentando el turismo y el comercio, estableciéndose varios aparcamientos disuasorios ubicados en la avenida de la Libertad, el Museo del Ferrocarril y el albergue de peregrinos para estacionar los vehículos. También existen tres aparcamientos subterráneos en la ciudad. El primero se encuentra bajo la avenida de Pérez Colino, el segundo, bajo la plaza del Ayuntamiento, y el tercero, en la avenida de Compostilla. Entre todos suman un total de más de 800 plazas.
Debido a la orografía ponferradina, desde 2003 para acceder a la zona alta de la ciudad desde la calle General Vives, se ha instalado un ascensor público panorámico de uso gratuito y en funcionamiento las 24 horas del día, que facilita el acceso al casco histórico y a la popular calle Ancha, una de las principales arterias de la zona alta de Ponferrada. En 2011, y con el aval del uso masivo con el que contaba el primer ascensor, se procedió a inaugurar el segundo ascensor público de similares características al primero, y permite una mejor unión del barrio de los Judíos con la zona alta y el parque del Plantío.

#### Transporte interurbano
Carretera
Ponferrada ha sido un destacado nudo de comunicaciones desde la primera mitad del siglo XII, formando parte del Camino de Santiago. Desde principios del siglo XX en el que se asfaltan las primeras carreteras, forma parte del itinerario de la N-6, una de las seis carreteras nacionales radiales que vertebran España. En la actualidad, la ciudad se encuentra plenamente integrada en la red de alta capacidad mediante la autovía A-6, que es la principal entrada a Galicia.
| Identificador | Denominación              | Itinerario                                                                                |
| ------------- | ------------------------- | ----------------------------------------------------------------------------------------- |
| A-6           | Autovía del Noroeste      | Discurre entre Madrid y La Coruña.                                                        |
| A-76          | Autovía Ponferrada-Orense | Discurre entre Ponferrada y Orense (en proyecto).                                         |
| N-6           | Carretera nacional        | Discurre entre Madrid y La Coruña.                                                        |
| N-120         | Carretera nacional        | Uno de los grandes ejes viarios del norte del país, cuyo recorrido enlaza Logroño y Vigo. |
| N-536         | Carretera nacional        | Comunica con Las Médulas y la Comarca de Valdeorras.                                      |
| CL-631        | Carretera autonómica      | Comunica con Villablino y Asturias ( AS-15 ).                                             |
| LE-142        | Carretera provincial      | Comunica con Astorga a través del puerto de Foncebadón.                                   |
| LE-711        | Carretera provincial      | Comunica con Cabañas Raras, Sancedo, Vega de Espinareda y Fabero.                         |
| LE-713        | Carretera provincial      | Comunica con Cacabelos y Villafranca del Bierzo.                                          |

Ferrocarril
Ponferrada cuenta con una estación de ferrocarril, gestionada por Adif que mantiene líneas con Vigo, La Coruña, Zaragoza, Madrid y Barcelona.
Está ubicada en el barrio de la Estación y presta servicio Renfe Operadora, mediante diversos trenes destinados a trayectos de Larga Distancia, como el Alvia, el Arco o Trenhotel, u orientados a relaciones de Media Distancia, en este caso, Intercity o Regional Exprés.
| Tipo de Tren            | Procedencia    | Destino         | Frecuencia             |
| ----------------------- | -------------- | --------------- | ---------------------- |
| Alvia Finisterre        | Vigo/La Coruña | Barcelona-Sants | diario                 |
| Alvia Madrid-Ponferrada | terminal       | Madrid          | diario excepto sábados |
| Arco Camino de Santiago | Vigo/La Coruña | Bilbao/Irún     | diario                 |
| Intercity               | Vigo           | León y Madrid   | diario                 |
| Regional Exprés         | Vigo           | León            | diario                 |
| Intercity               | terminal       | Madrid          | diario excepto sábados |
| Regional Exprés         | terminal       | León/Valladolid | viernes y domingos     |

Permite numerosas conexiones a nivel nacional, puesto que enlaza diariamente con comunidades como Navarra, País Vasco, Aragón, Cataluña contando con varios trenes a lo largo del día.
Además de esta estación, destinada principalmente al transporte de viajeros, en el polígono industrial del Bierzo (PIB), existe una terminal para el transporte ferroviario de mercancías, gestionada por Adif y situada entre Ponferrada, Cuatrovientos y Flores del Sil. Es utilizada mayoritariamente para descargar trenes de carbón procedentes de los puertos de La Coruña, Avilés o de Gijón. También salen de ella trenes cargados con la ceniza producida por la central de Compostilla II. Dispone de cuatro vías que están electrificadas en su cabecera, de las cuales dos tienen acceso al muelle de carga y descarga de la terminal.
Ponferrada era el origen del ferrocarril Ponferrada-Villablino de vía métrica que conectaba las minas de Laciana con las centrales térmicas de Ponferrada y la línea de RENFE para trasbordar el carbón a los trenes de esta, siendo la estación ponferradina actualmente la sede del Museo del Ferrocarril de Ponferrada. En él hay restauradas varias locomotoras y vagones que prestaron servicio en la línea. En el municipio se conservan todavía algunos restos de este ferrocarril que hoy día parte de Cubillos del Sil, pudiéndose ver en algunas zonas los raíles de la vía.
Autobús interurbano
La estación de autobuses está situada en la avenida de la Libertad, y desde ella parten autobuses con destinos comarcales como Toral de los Vados, Carracedelo, Bembibre, Villafranca...;regionales como León o Salamanca y destinos nacionales a Madrid, Santiago de Compostela, La Coruña...
La gran mayoría de los destinos regionales y nacionales están operados por Alsa, mientras que los comarcales son prestados por empresas locales (Aupsa, Pelines y González de la Riva) además de Alsa
Transporte a la Demanda del área de Ponferrada
Ponferrada es un municipio muy extenso, con una orografía complicada, donde mantener una línea regular en algunas poblaciones es inviable. Para paliar estas carencias, se puso en marcha hace años el Transporte a la Demanda. Es un servicio de transporte público de la Junta de Castilla y León, con reserva de plazas. No es una línea regular, solo funciona si se solicita. Permite acercarse de manera sencilla y muy económica a localidades con un indudable valor turístico como Peñalba, los pueblos de la Valdueza o Los Barrios de Salas. Además, 3 rutas de transporte escolar admiten su uso por el público en general: Ponferrrada a Fresnedo, Ponferrada a San Clemente de Valdueza y Ponferrada a Onamio. Empresas que prestan el servicio en el área de Ponferrada: AUPSA y Pelines.
Transporte aéreo
El aeropuerto de León, que entró en servicio en 1999, es el aeropuerto más cercano, encontrándose a 102 km de Ponferrada.

## Patrimonio

### Castillo de Ponferrada

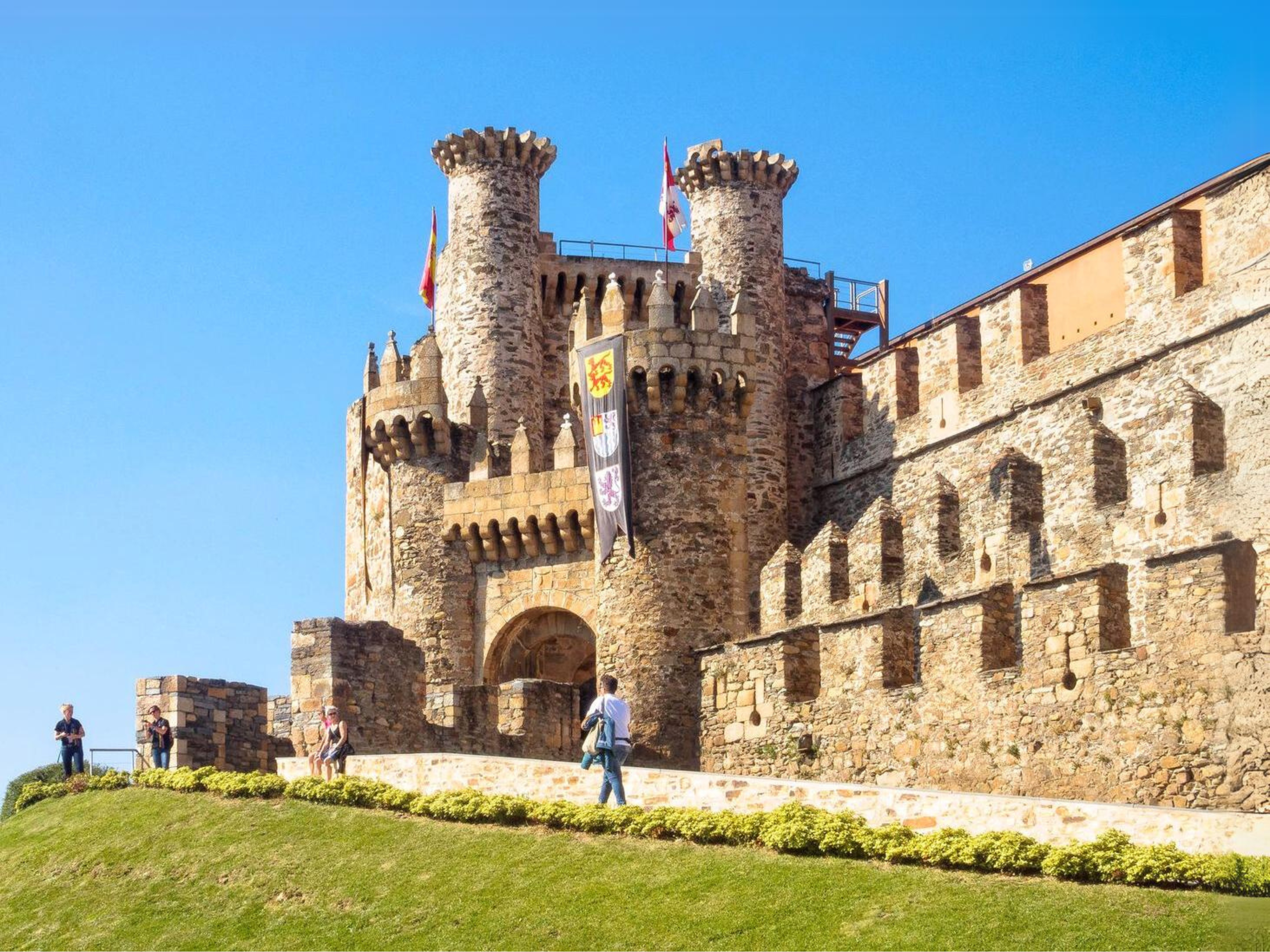
Castillo de los Templarios

El castillo templario de Ponferrada se sitúa sobre una colina en la confluencia de los ríos Boeza y Sil. Se emplaza en lo que, probablemente, en origen fue un castro celta, en una posición similar a la de otros de la comarca. Posteriormente se cree que fue un emplazamiento romano y visigodo.
Hacia 1178 Fernando II permite que los templarios establezcan una encomienda en la actual Ponferrada. En 1180 el rey expide fuero para la repoblación de la villa que había surgido un siglo antes, documentándose la primera fortificación en 1187. La fortaleza fue reconstruida en numerosas ocasiones a lo largo de las Edades Media y Moderna. Actualmente, toda la zona palacial y ciertas torres de su recinto del siglo XV han sido reformadas con el fin de instalar un centro cultural.
En estos momentos el castillo cuenta con la exposición permanente templum libri en la que se exponen libros facsímiles del medievo y del renacimiento, y la nueva Biblioteca Templaria, que cuenta con 1380 volúmenes relacionados con la Orden del Temple y que la convierten en la mayor de sus características en todo el mundo.

### Basílica de La Encina
De estilo renacentista, se comenzó a construir en 1572, bajo la dirección del arquitecto Juan de Alvear, que realizó la cabecera del templo, desapareciendo así la iglesia medieval. La esbelta torre que remata la basílica se construyó en 1614. Custodia en su interior la imagen de la Virgen de La Encina, patrona del Bierzo.
Se intentó convertir en colegiata, pero la petición fue denegada el 6 de mayo de 1720 y posteriormente se denegó una nueva petición, el 21 de octubre de 1725.

### Iglesia de Santiago de Peñalba

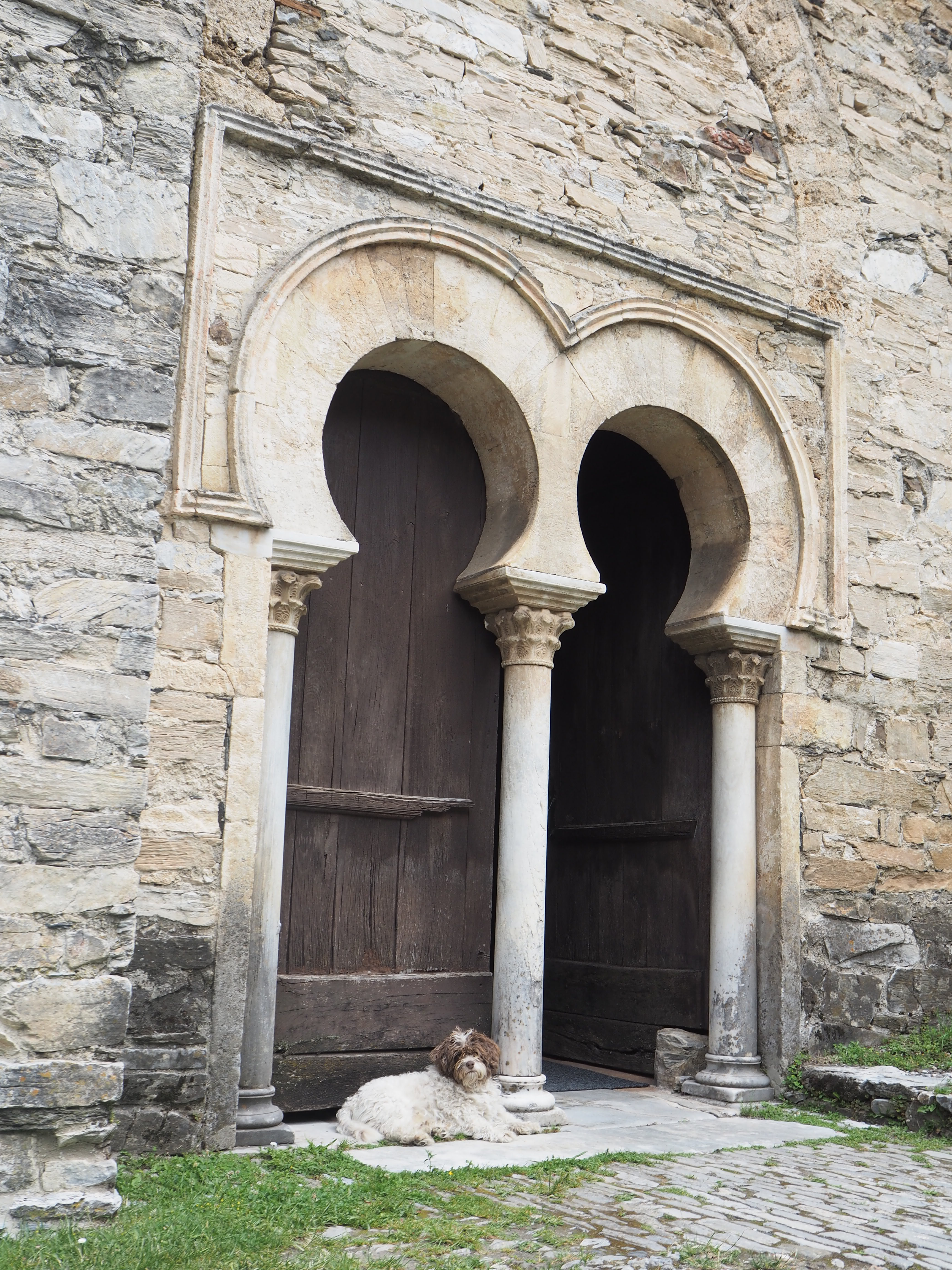
Portada Iglesia mozárabe de Santiago de Peñalba

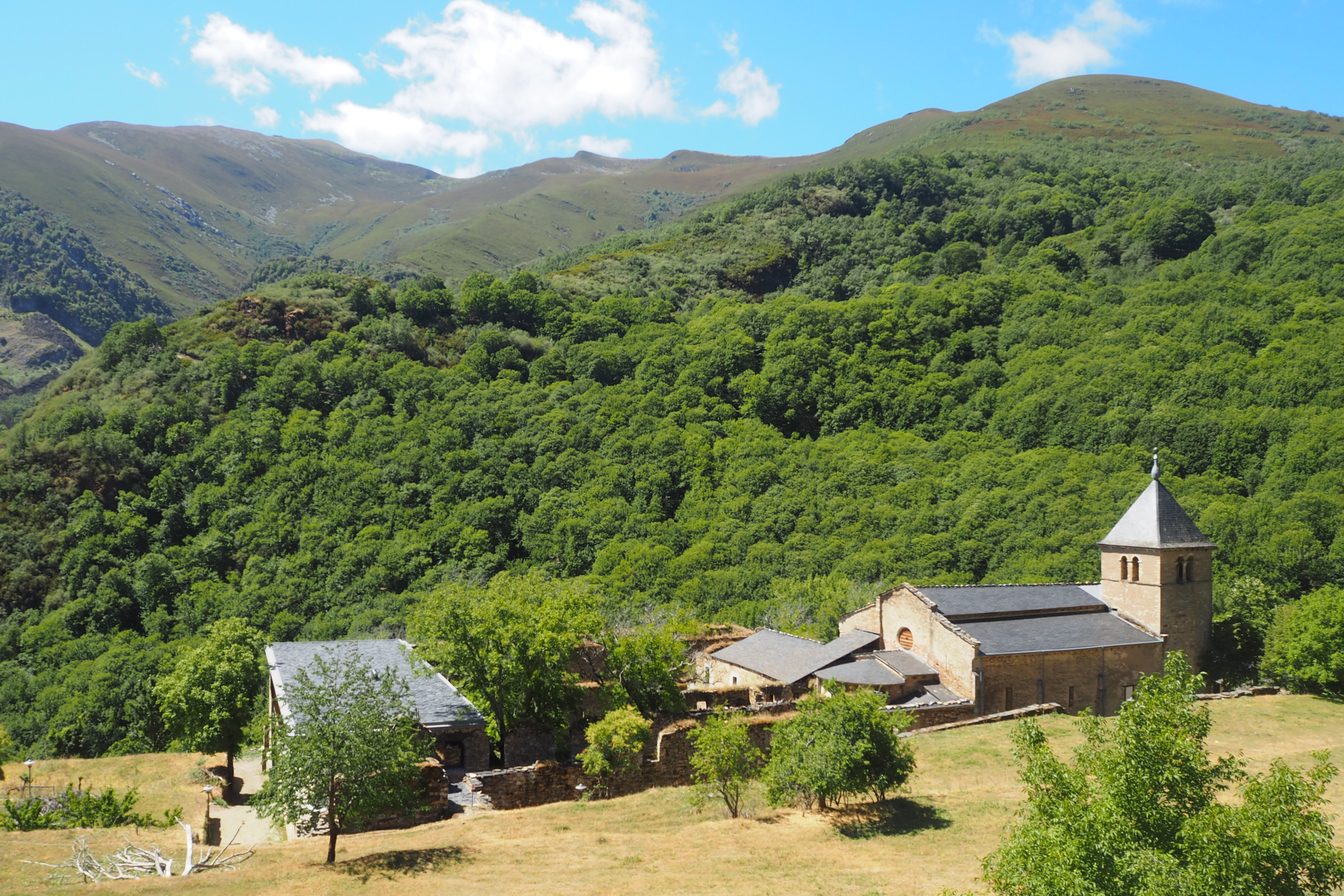
Iglesia del Monasterio de San Pedro de Montes

Es una de las joyas arquitectónicas del arte mozárabe junto al también leonés monasterio de San Miguel de Escalada. Está enclavada en el corazón del Valle del Oza a 14 kilómetros de Ponferrada, en la aldea de montaña de Peñalba de Santiago. La zona, llena de monasterios e iglesias eremíticas desde el siglo VIII mereció en su época el sobrenombre de la Tebaida leonesa. Su situación en el centro de los Montes Aquilianos, facilitaba el aislamiento que buscaban los santos ascéticos de los siglos IX y X, como San Fructuoso y San Genadio.
Fue construida en la primera mitad del siglo X por el abad Salomón, concretamente en el reinado de Ramiro II, Ramiro II hizo múltiples donaciones a la iglesia y al monasterio de la localidad. Entre ellas estuvo la llamada Cruz de Peñalba, símbolo del Bierzo. En esta cruz se puede ver la fuerte influencia de la orfebrería visigoda sobre los modelos mozárabes.

### Monasterio de San Pedro de Montes
Situado en la Valdueza, fue junto con el Monasterio de Santa María de Carracedo, el más poderoso de los monasterios en cuanto a dominios de la comarca. Fundado por San Fructuoso hacia el año 635 a día de hoy solo se conservan ruinas y la iglesia del Monasterio debido a un incendio en el siglo XIX, la desamortización de Mendizábal y la desatención de las autoridades patrimoniales.
Actualmente, recoge diversos estilos: prerrománico, presente en alguno de los capiteles conservados; el románico de la torre, el claustro y la fachada de la iglesia, pertenecientes al siglo XVIII.

### Iglesia de Santo Tomás de las Ollas
Situada en el pueblo de Santo Tomas de las Ollas construida siglo X, es una de las mejores muestras del estilo mozárabe. A destacar su bella capilla arqueada. El nombre de la ermita, tomado del pueblo Santo Tomás de las Ollas, proviene del oficio principal de esa localidad: la alfarería. Proveían de género a la zona del Valle del Oza. La ermita fue donada por el obispo de Astorga a la comunidad del Monasterio de San Pedro de Montes. Su construcción original data del siglo X, después de la cual se efectuaron diversas modificaciones, siendo la última la Sacristía, del siglo XIX. La ermita consta de una nave rectangular con solo un ábside el cual, a pesar de tener una planta ovalada, continúa la línea rectangular de la nave en sus muros exteriores. La techumbre es a dos aguas, de pizarra, y asentado sobre una armadura de madera.

### Iglesia Santa María de Vizbayo
Situada en el pueblo de Otero de Ponferrada. Consta de una sola nave. Fue construida en el siglo XI, siendo la iglesia más antigua de estilo románico, también se pueden observar influencias del mozárabe. Destacan sus arcos de herradura y el bello testero, en el que se encuentra una ventana geminada de gran belleza.

### Otros monumentos

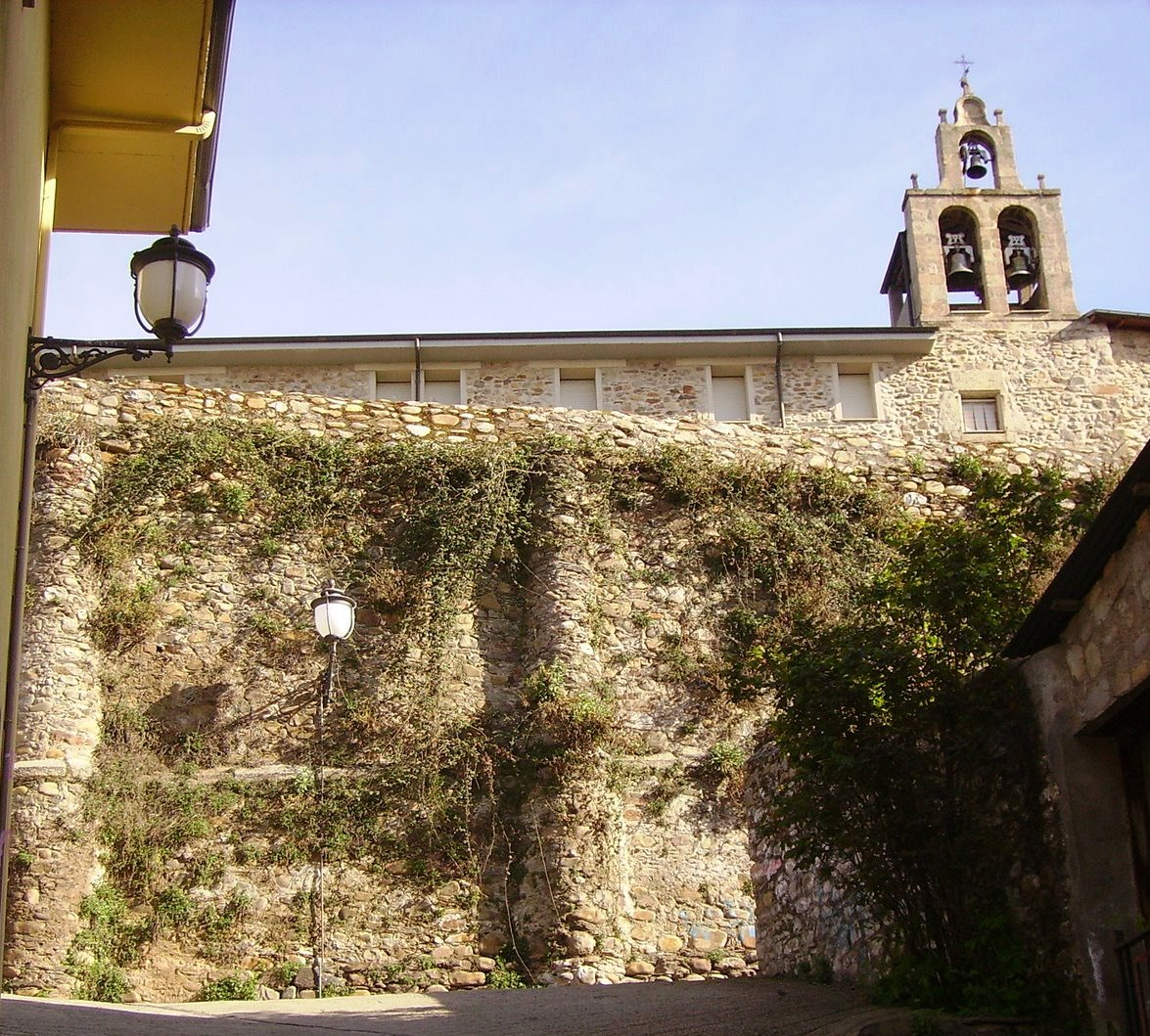
Muralla medieval de Ponferrada

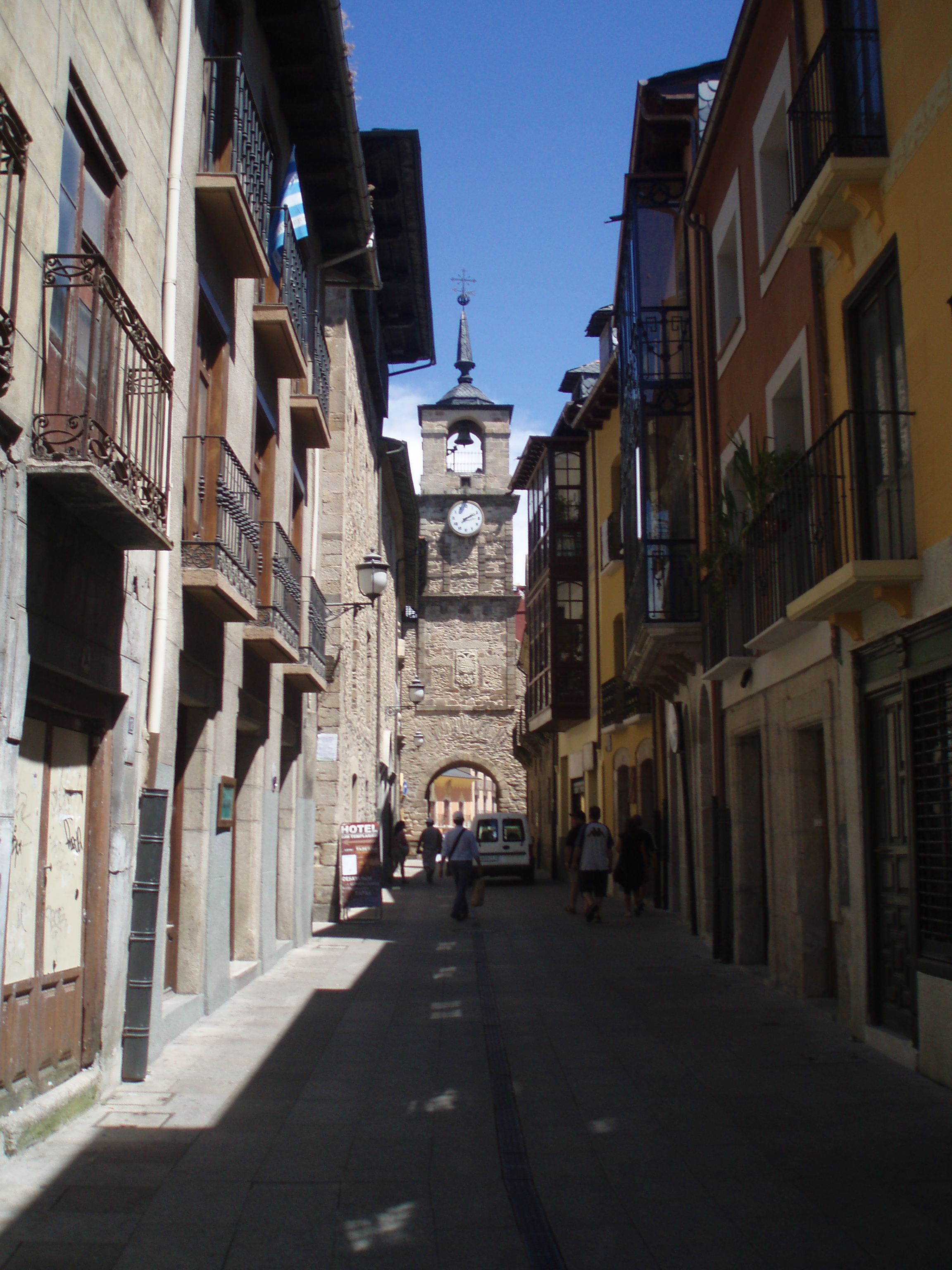
Calle del Reloj y Torre del Reloj

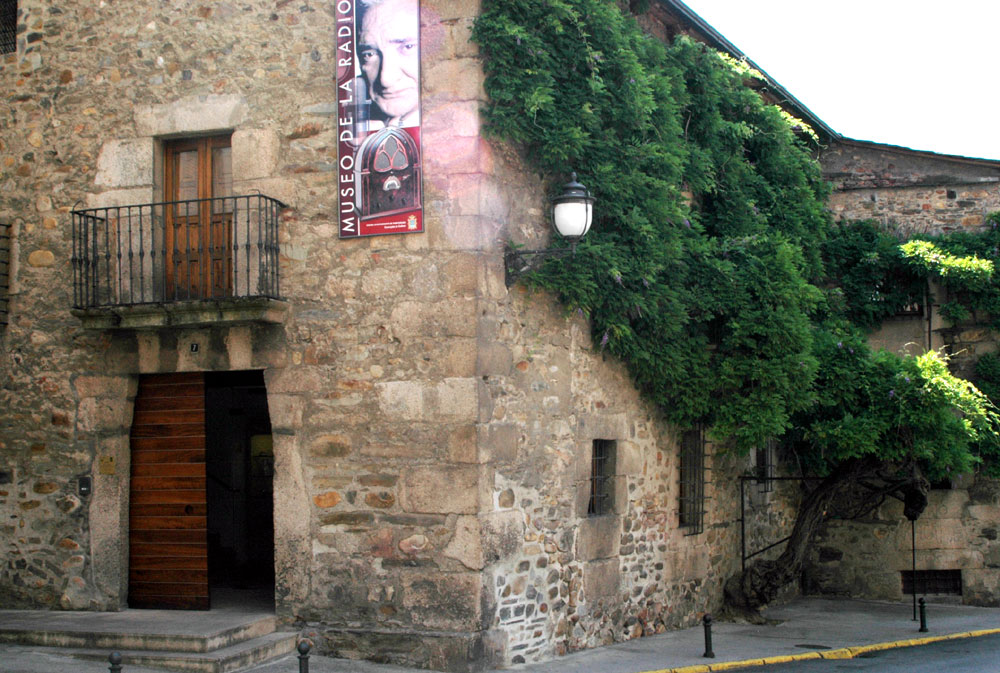
Museo de la Radio

- La calle del Reloj, que comunica la plaza de la basílica con la del Ayuntamiento.
- La Torre del Reloj (antigua puerta de la ciudad). Única torre con reloj exenta en España. De planta rectangular, sus primeros dos bloques fueron construidos en el siglo XVI, durante el reinado de Carlos I, sobre uno de los arcos de la antigua muralla medieval. A finales del siglo XVII se le añadió un tercer tramo.[70]
- La Casa consistorial (1692) de estilo barroco.
- Iglesia de San Andrés, cerca del castillo.
- Ermita El Salvador en Toral de Merayo, siglo XVIII; neoclásica.[71]
- Fuente romana en Campo.
- Herrería de Compludo, en el pueblo de Compludo. Es un ejemplo de una industria medieval popular, y está formada por un sistema de aprovechamiento hidráulico para realizar actividades de la forja.
- Casco histórico del pueblo de Peñalba de Santiago, declarado conjunto artístico.
- Museo del Bierzo: Museo de arte y arqueología general del Bierzo. Localizado en el Palacio de los Condes de Toreno, posteriormente antigua cárcel de Ponferrada en la Edad Moderna, junto a la Torre del Reloj. Con dos plantas para la exposición permanente, y una, para temporales.
- Museo del Ferrocarril: Museo dedicado al ferrocarril, que era la estación de Ponferrada en los tiempos del Ferrocarril Ponferrada - Villablino. Cuenta con máquinas de vapor de varios tamaños, la mayoría procedentes de este ferrocarril, que han sido totalmente restauradas, así como con vagones, bien procedentes de RENFE o de este ferrocarril minero, centros de control de vías, un simulador de trenes, maquetas ferroviarias a escala, etcétera. También dispone de un anexo denominado EstaciónArte[72] en el que se ubican exposiciones temporales, y especialmente vinculado con los jóvenes, para que puedan mostrar sus obras.[73]
- Museo de la Radio: Promovido por el periodista Luis del Olmo, alberga numerosos ejemplares de radio únicos.
- Museo de la Energía: Es un museo que consta de tres fases, cuya primera fase, inaugurada en julio de 2011 consistió en la rehabilitación de la antigua central térmica de la MSP de Ponferrada, en la cual se muestran todos los instrumentos utilizados para la producción de electricidad a través del carbón, debido a que la central conservaba en su interior toda la maquinaria utilizada para ello y que ha sido restaurada. Esto ha permitido poner en valor esta antigua central térmica donde trabajaron muchos ponferradinos y bercianos. Esta primera fase se llama La Fábrica de Luz. En marzo de 2023 se inauguró la segunda fase del museo, la central de Compostilla I,[74] denominada según el Museo de la Energía como La Térmica Cultural, situada a escasos 100 m de la central de MSP, en la cual se ubican un pabellón de congresos, tres exposiciones permanentes y un galeón entre otras cosas. La tercera fase consiste del bosque Carbonífero, que será único en el mundo y tratará de recrear el clima y ambiente existente en la época de formación del Carbón. Todo este proyecto se denomina Ene.Museo, el cual lo desarrolla la Ciuden.
- En las cercanías del municipio se encuentran también las ruinas de las minas romanas de Las Médulas, declaradas Patrimonio de la Humanidad por la Unesco, las cuales pertenecieron a territorio Astur en la época de su explotación.

### Esculturas urbanas
| Realidad Virtual externa ·                                                                            | Realidad Virtual externa · |
| --- | -------------------------- |
| | Estatua del Templario      |
| |                            |
| Atención: este recurso está alojado en un sitio externo, fuera del control de la Fundación Wikimedia. |                            |

| Realidad Virtual externa ·                                                                            | Realidad Virtual externa · |
| --- | -------------------------- |
| | El barquillero             |
| |                            |
| Atención: este recurso está alojado en un sitio externo, fuera del control de la Fundación Wikimedia. |                            |

| Realidad Virtual externa ·                                                                            | Realidad Virtual externa · |
| --- | -------------------------- |
| | La Carrasca                |
| |                            |
| Atención: este recurso está alojado en un sitio externo, fuera del control de la Fundación Wikimedia. |                            |

| Realidad Virtual externa ·                                                                            | Realidad Virtual externa · |
| --- | -------------------------- |
| | Severo Gómez Núñez         |
| |                            |
| Atención: este recurso está alojado en un sitio externo, fuera del control de la Fundación Wikimedia. |                            |

### Parques y jardines
En los últimos años se ha incrementado notablemente el número de zonas verdes en la ciudad. El pulmón verde de Ponferrada es el monte Pajariel, aunque ha sufrido recientemente varios incendios forestales, existiendo un proyecto para convertirlo en parque forestal. Todos los barrios ponferradinos cuentan con alguna zona verde. Los principales parques de la ciudad son el del Plantío, parque del Temple, parque de la Concordia y parque del Oeste.
Parque del Plantío
Este parque está ubicado en la zona alta de la ciudad, cercano a la universidad, contando con una senda de acceso desde el barrio de los Judíos. También es denominado parque Gil y Carrasco. La especie predominante en el arbolado del parque es el pino, aunque también existen otras especies de árboles de jardín. Entre los diferentes servicios que dispone el parque está una cancha deportiva de cemento en la que se puede practicar fútbol o baloncesto, una cafetería, un centro de día y una gran zona destinada a juegos infantiles, existiendo otro espacio para realizar ejercicios denominadas Zonas de 1 a 100 años, que también hay en otros parques ponferradinos. Además cuenta con un estanque en el que hay patos, gansos y cisnes, un recinto cubierto donde se encuentran pavos reales y loros entre otras especies, y un quiosco o templete de música. Anteriormente, la estatua de La Carrasca, el personaje de la novela El Señor de Bembibre de Gil y Carrasco, se encontraba en el parque, pero actualmente se ha trasladado a la glorieta homónima, que se encuentra junto a una de las entradas del parque.
Parque del Temple
Este parque está ubicado entre la zona centro de la ciudad y el barrio de Flores del Sil, rodeado en el norte por la barriada del temple, en el este por el barrio de la estación, en el sur por el auditorio municipal y la ribera del Sil, y en el oeste por el barrio de Flores del Sil. Es uno de los mayores parque de la ciudad. También es conocido como el parque del Belga porque hasta hace unos años este parque era propiedad de la MSP, ya que era una finca particular, que estaba vallada, y donde residía el primero director general, y posteriormente vicepresidente de la MSP, el ingeniero Marcelo Jorissen, oriundo de Bruselas.
Este parque, perfectamente integrado en la ciudad, albergaba el conservatorio de Ponferrada, aunque debido a su traslado a un nuevo edificio en la Rosaleda, en noviembre de 2014 se hizo efectivo el traslado la sede de la policía local a este edificio, el auditorio municipal donde se ofrecen conciertos y espectáculos durante las fiestas de la encina, y celebrándose también en el parque unos días antes del comienzo de las fiestas, la denominada ciudad mágica, más popularmente conocida como CIMA en la que se desarrollan numerosas actividades para los más pequeños, con talleres de artesanía, teatro, manualidades, hinchables..., existiendo el punto de información juvenil CIMA en uno de los edificios del parque.
La mayoría del arbolado está compuesto por pino. En el parque hay, además de los servicios expuestos anteriormente, una cafetería, un espacio destinado a la práctica de petanca, realizándose finalmente torneos de la misma; canchas deportivas de cemento para la práctica de deportes como fútbol y baloncesto, y un circuito para el aprendizaje de seguridad vial, en que la policía municipal imparte clases de seguridad vial a los alumnos de los colegios de Ponferrada. También hay varias zonas destinadas a juegos y atracciones infantiles, además de una fuente y un estanque.
El parque está unido totalmente al barrio de Flores del Sil, elevando la superficie a 60 000 m².
Parque de la Concordia
Ubicado en la zona de las huertas del sacramento, en la parte baja de Ponferrada, es un parque que se desarrolla junto a una parte de la ribera del Sil, desde los campos de fútbol Ramón Martínez hasta el conocido Puente de Cubelos. Hace unos años se acometió una gran reforma en el parque. Cuenta con todos los caminos asfaltados, y los dos antiguos quioscos han sido restaurados, albergando uno de ellos un aula de interpretación del río Sil. Tiene un estanque, un área infantil, y otra área para realizar ejercicios de gimnasia. La especie predominante es el chopo. Junto al parque se encuentran los juzgados, los campos de fútbol Ramón Martínez, la escuela de idiomas de Ponferrada, el colegio Peñalba y el instituto Álvaro de Mendaña. El parque es atravesado por la avenida Gran Vía del Reino de León.
Parque del Oeste
Es el último parque construido en Ponferrada, ubicado junto al nuevo barrio de la Rosaleda, y que une este barrio con Cuatrovientos. Es un importante espacio verde, en el que predomina el césped. En él se encuentra el nuevo conservatorio de música de Ponferrada. Tiene un carril bici que bordea todo el parque, y cuenta con varias zonas de merenderos, así como una zona de juegos infantiles.
Otras zonas verdes
Además de estos parques, existen más zonas verdes distribuidas por toda la ciudad:
- En Flores del Sil, el parque homónimo, y una zona ubicada junto al centro cívico.
- En Cuatrovientos, parque Pablo Picasso
- En Fuentesnuevas, zona verde del poblado de Fuentesnuevas
- En Compostilla, parque en el centro del barrio[88]
- En el barrio de la estación, existe una pequeña zona verde con juegos infantiles.
- En el centro de la ciudad, hay varias zonas verdes situadas junto a la avenida de Valdés, avenida del castillo y calle Ángel Barja. Además está la ribera del Sil, que conforma una gran columna verde que se inicia en las cercanías de Ene. Térmica, y atraviesa toda la ciudad hasta el puente del ferrocarril.

## Cultura

### Lenguas
Ponferrada es un municipio trilingüe, ya que, además del español, se conservan en su término municipal las lenguas leonesa y gallega. En este sentido, la lengua tradicional de la mayor parte del municipio es el leonés, si bien el habla predominante de cuatro pedanías del extremo occidental del mismo (Fuentesnuevas, Dehesas, Toral de Merayo y Rimor) es el gallego, muy mezclado, no obstante, con el leonés (especialmente en el caso de las hablas locales de Toral de Merayo y Rimor). Por otro lado, lingüísticamente la toponimia histórica de estas cuatro localidades actualmente gallegohablantes sería propia del asturleonés, de lo que podría deducirse que el elemento lingüístico predominante en todo el municipio fue inicialmente el asturleonés, que habría sido desplazado posteriormente por el gallego en las pedanías más occidentales del municipio. No obstante, en el resto del municipio se ha mantenido como predominante el elemento lingüístico leonés, tanto en el habla como en la toponimia, aunque sufriendo una cada vez mayor castellanización.

### Fiestas y eventos
Fiestas de La Encina

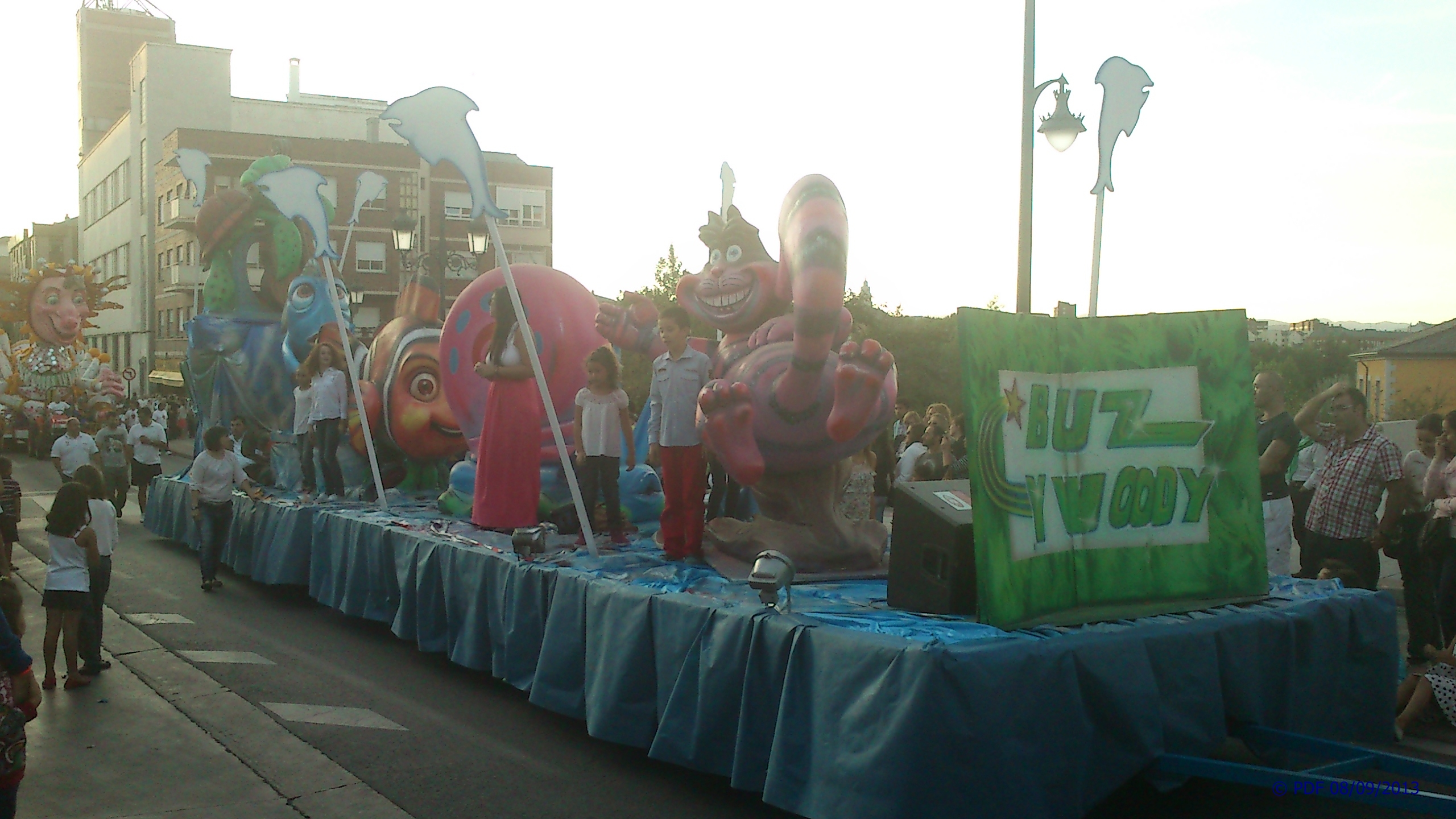
Carrozas de las fiestas de La Encina 2013

La Virgen de la Encina es la patrona de Ponferrada, del Bierzo. El Consejo Comarcal del Bierzo pretende convertirla en festividad laboral en el Bierzo.
El día de la Encina es el 8 de septiembre, el 9 se celebra la Encinina. Los dos días festivos locales establecidos por decreto de la alcaldía. Trasladándose a fecha diferente si coincidiera en sábado o domingo. También se realiza una fiesta juvenil e infantil del 1 al 6 de septiembre llamada Cima en el parque del Temple, en el cual se instalan hinchables y un tren que recorre el parque así como talleres de manualidades y de aventura, representación de obras de teatro y actuaciones de baile etc. para los niños.
Las fiestas tienen lugar en los primeros días de septiembre, entre los días 5 y 9, según programa establecido por el Patronato de Fiestas, presidido por el concejal de Cultura.
Según la tradición, la talla de la Virgen fue localizada en el interior de una encina por los Templarios en la Edad Media, donde habría sido depositada para protegerla de los musulmanes. Como curiosidad, se trata de una de las pocas vírgenes negras que existen, por lo que también es conocida popularmente como La Morenica.
En estas fiestas se realiza una feria de Cerámica en el patio del CEIP Campo de la Cruz que cuenta con la representación de numerosos artistas y en la que también se imparten cursos sobre el manejo de la cerámica; exposiciones de pintores locales ubicadas en el casco antiguo y numerosas degustaciones gastronómicas ya sean de carácter local o nacional.
Otras actividades realizadas en estas fiestas son el Festival de la canción berciana, en el cual participan grupos corales de toda la comarca del Bierzo, así como diferentes competiciones deportivas y conciertos en el auditorio municipal, en el denominado ciclo de Noches de la Encina, que ha traído a importantes artistas de nivel nacional. El día 8 de septiembre por la tarde se celebra el ya tradicional desfile de carrozas que cierra la reina de las fiestas con sus damas de honor. En 2012 a causa de la crisis económica se ha suspendido la elección de esta
En la explanada situada entre la avenida de la Libertad y la avenida de la Lealtad se instalan carpas donde se realizan degustaciones gastronómicas, y también es en ese lugar donde se instalan las orquestas que amenizan las noches de verbena de las fiestas.
Noche Templaria
La Noche Templaria es una de las celebraciones con mayor participación popular de Ponferrada. Celebrada la primera luna llena del mes de julio, la Noche Templaria recrea un acontecimiento medieval lleno de fantasía.
Se trata de la representación de como Frey Guido de Garda, Maestre de la Orden de los Caballeros Templarios, vuelve a la ciudad del Puente de Hierro para sellar con ella un pacto de eterna amistad y entregarle la custodia de los símbolos hallados en la tierra sagrada de Jerusalén: la sagrada Arca de la Alianza y el Santo Grial.
La comitiva Templaria es recibida por miles de ponferradinos ataviados con ropajes medievales que, en desfile y custodiando el Arca de la Alianza y el Santo Grial, se dirigen hacia el Castillo.
Llegados hasta aquí se realiza un Juicio a la Orden Templaria. Yo, Guido de Garda, Maestre de la fortaleza de Pons Ferrata, comprometo a todo el pueblo de Ponferrada para que vuelva cada año a renovar este compromiso festivo con su historia y su leyenda hasta que el tiempo llegue a borrar la línea del horizonte.
La Noche Templaria es una de las fiestas más animadas del verano ponferradino, todo ello amenizado con música, fuegos artificiales, degustaciones gastronómicas (consolidándose con gran popularidad la cena medieval) o animaciones de calles entre otras cosas, además de un gran desfile templario.
Semana Santa

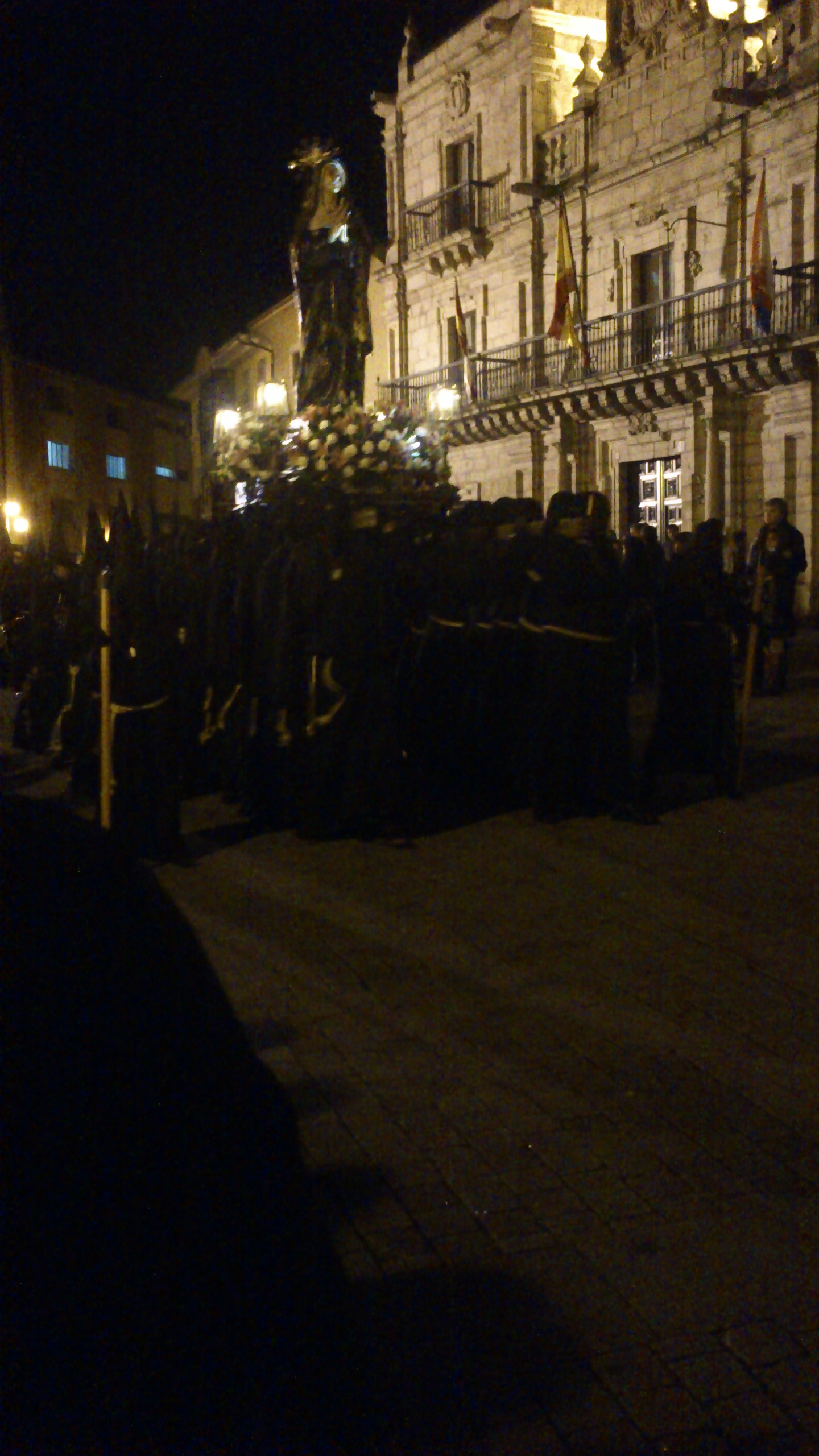
La dolorosa en la procesión de los dolores, pasando junto al ayuntamiento

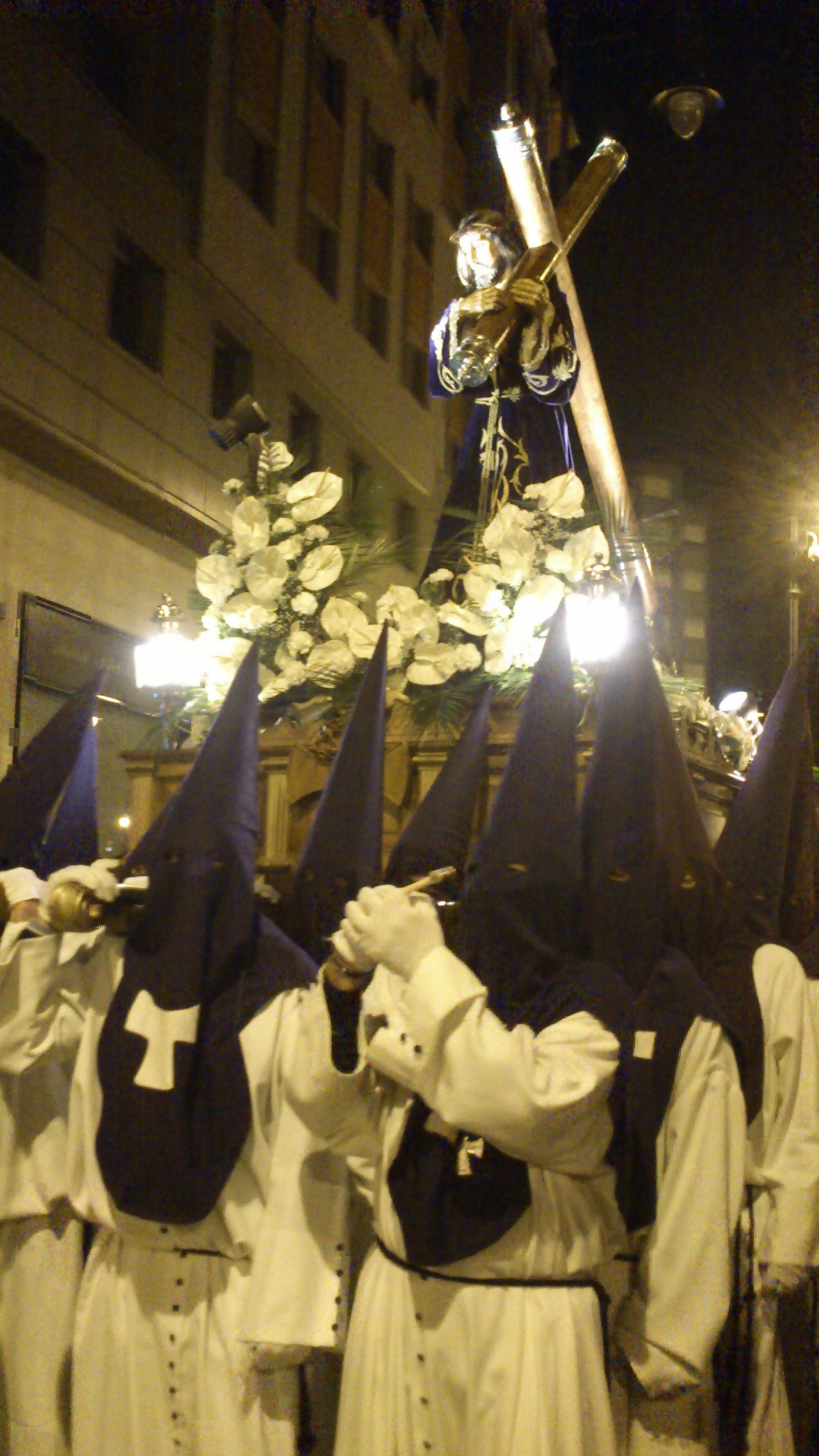
Paso de Jesús Nazareno del Silencio, en la procesión del silencio

En Ponferrada también se celebra al igual que en toda España la Semana Santa. Es uno de los principales acontecimientos religiosos de la ciudad a lo larga del año, y la Semana Santa Ponferradina está declarada de Interés Turístico Regional, y desde 2015 también de Interés turístico Nacional, solicitada en 2012.Cuenta con cuatro hermandades:
- Hermandad de Jesús Nazareno, que es la principal.
- Cofradía de Jesús Nazareno del Silencio.
- Hermandad del Cristo de la Redención y Nuestra Señora del Carmen.
- Cofradía de Santiago Apóstol.

Se realizan diferentes actos procesionales en los días de la Semana Santa comprendidos entre el Viernes de Dolores y el Domingo de Resurrección
| Día                     | Mañana                    | Tarde-Noche                                                                     |
| ----------------------- | ------------------------- | ------------------------------------------------------------------------------- |
| Viernes de Dolores      |                           | Procesión de los dolores                                                        |
| Sábado de Pasión        |                           | Procesión Infantil Procesión del Cristo de la Redención                         |
| Domingo de Ramos        | Procesión de las Palmas   | Traslado procesional del Cristo de la esperanza Vía crucis en el monte Pajariel |
| Lunes Santo             |                           | Vía-cruces penitencial y procesional en la fortaleza templaría                  |
| Martes Santo            |                           | Procesión del Santo Cristo del Camino                                           |
| Miércoles Santo         |                           | Procesión del Silencio                                                          |
| Jueves Santo            |                           | Procesión de la santa cena                                                      |
| Viernes Santo           | Procesión del Encuentro   | Procesión del Entierro                                                          |
| Sábado Santo            |                           | Procesión de la Soledad                                                         |
| Domingo de Resurrección | Procesión de Resurrección |                                                                                 |

Además de las procesiones, otro personaje típico de la Semana Santa ponferradina es el Nazareno Lambrión chupacandiles, que sale por las calles de Ponferrada el día antes del pregón de Semana Santa anunciando la llegada de esta.
Otras peculiaridades de la Semana Santa en Ponferrada son la custodia de la llave de la basílica de la Encina por parte del alcalde de Ponferrada el Jueves y Viernes Santo o la llamada ritual de timbales y clarinetes en la madrugada del Viernes Santo.
Carnaval
Se celebra del domingo al martes anterior al Miércoles de Ceniza. El domingo por la tarde se celebra el Carnaval infantil, un desfile que se realiza por el centro de la ciudad y finaliza en el parque de Flores del Sil organizado por las AMPAS de los colegios de Ponferrada, disfrazándose cada colegio de un tema diferente. El lunes es el Carnaval de los jóvenes, en el que se organiza por Cima un rompecabezas en el que los participantes integrados en grupos disfrazados tienen que buscar pistas distribuidas por toda la ciudad. El martes se realiza el tradicional desfile de carnaval, en el que participan tanto peñas como grupos, que optan por un premio económico por categorías. Este desfile comienza en Flores del Sil, atraviesa el centro de la ciudad y llega a la zona alta finalizando en la plaza del Ayuntamiento, donde se realiza un baile popular a cargo de una orquesta.

### Medios de comunicación

#### Canales de televisión
- La 8 Bierzo

#### Emisoras de radio
- Radio Nacional de España OM: 855 y 103.3 FM
- Radio Clásica 93.3 FM
- Radio 3 99.9 FM
- Radio 5 OM: 1107 y 105,9 FM
- SER – Radio Bierzo 90,4 FM
- Onda Cero – Onda Bierzo 101,6 FM
- Cadena Dial 88,2 FM
- LOS40 93,6 FM
- Europa FM 87,9 FM
- FM Bierzo 107,3 FM
- Kiss FM 95,6 FM
- COPE Bierzo 91,7 FM
- esRadio 98,7 FM
- Radio Cima 107,8 FM

#### Periódicos
- Diario de León (edición Bierzo)

Diarios digitales
- BierzoDiario
- Bierzotv
- El Bierzo Digital
- ElBierzonoticias
- Infobierzo
- NoticiasBierzo
- Ponferradahoy
- Queverenponferrada

## Deporte

### Fútbol

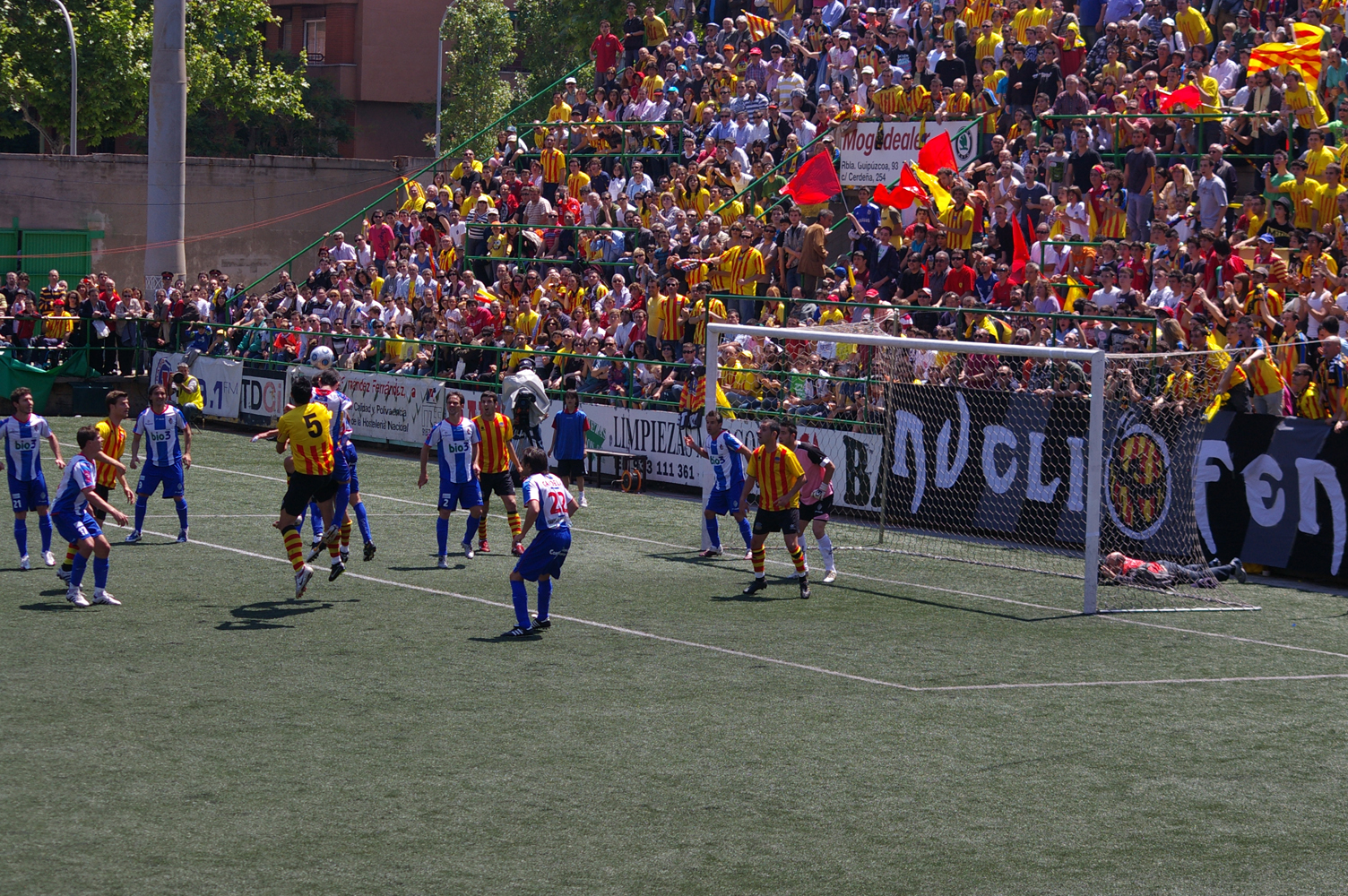
La Ponferradina en 2010, disputando la fase de su segundo ascenso a segunda vivisión

La Sociedad Deportiva Ponferradina fue fundada el 7 de junio de 1922. Milita actualmente en la Primera Federación (antigua 2.ªB) y disputa sus partidos como local en estadio El Toralín, de titularidad municipal, con aforo de 8800 espectadores e inaugurado en el 2000.
La Deportiva ha disputado 10 temporadas en segunda división, a la que ha ascendido en cuatro ocasiones: en 2006 en el Rico Pérez ante el Alicante, en 2010 en Ponferrada ante el Sant Andreu de Barcelona, en 2012 en el Heliodoro ante el Tenerife y en 2019 en Ponferrada ante el Hércules de Alicante.
La Ponferradina ha participado en cuarenta ediciones de la competición nacional de copa (Copa del Rey desde 1976), enfrentándose a históricos del fútbol nacional como el Zaragoza en 1990, el Sevilla en 2008, donde venció la 'Ponfe' por 1-0, o el Real Madrid en los dieciseisavos de la edición 2011/12, con la presencia en la ida de la eliminatoria disputada en Ponferrada, de jugadores del cuadro de José Mourinho como Sergio Ramos o Cristiano Ronaldo, autor del segundo tanto madridista (0-2).

### Baloncesto
El Club Baloncesto Ciudad de Ponferrada fue fundado el 22 de junio de 2002. Milita actualmente en LEB Plata, tercera categoría del baloncesto nacional y disputa sus partidos como local en el pabellón Lydia Valentín, de titularidad municipal, con aforo de 3500 espectadores e inaugurado en 2001.
El Ciudad de Ponferrada, es el club sucesor del histórico Club Jóvenes Trabajadores, J.T. Ponferrada (1975–2000), que disputaba sus encuentros en el pabellón de la Borreca, de titularidad municipal, con aforo de 700 espectadores e inaugurado en 1980.

### Ciclismo

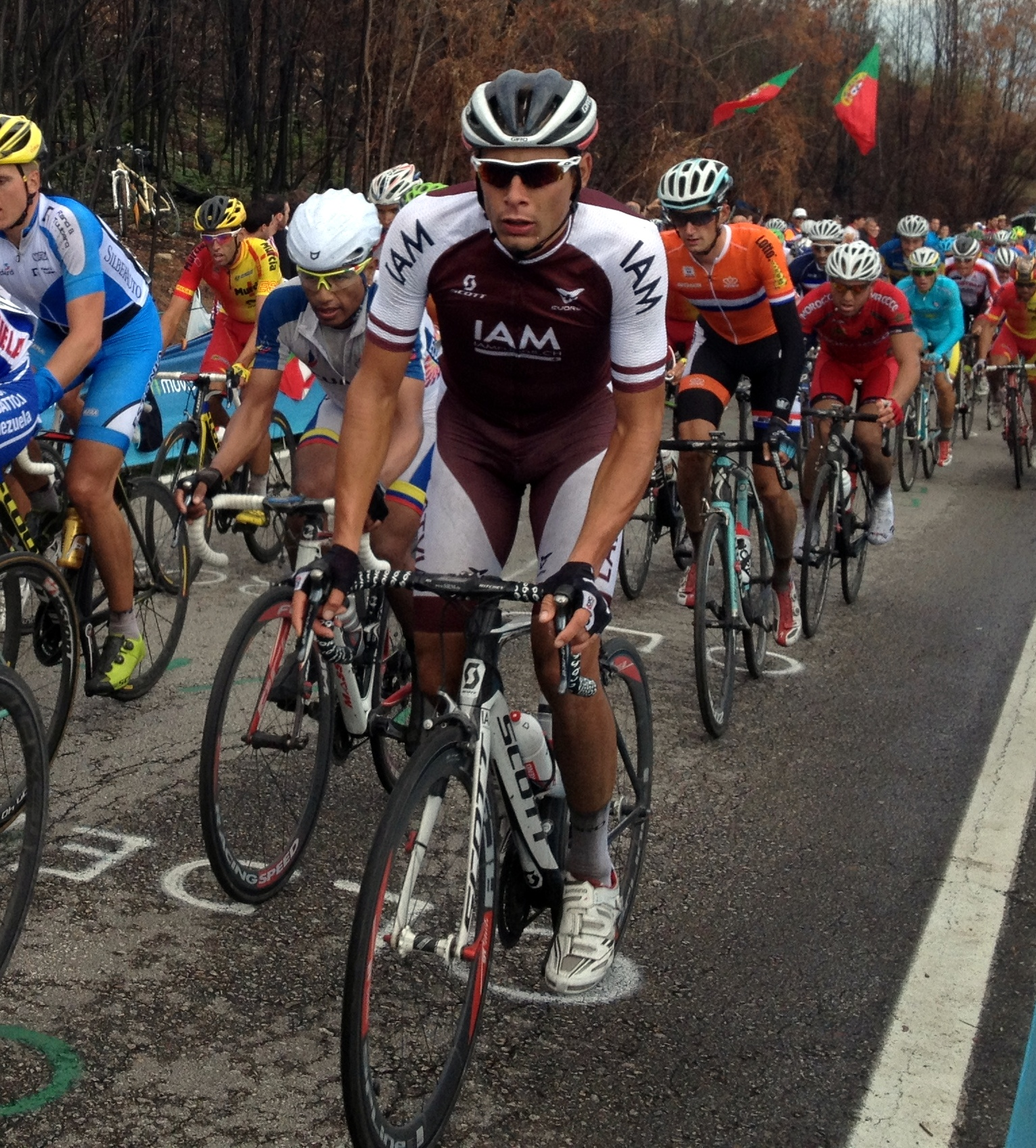
Competición de ciclismo en ruta élite masculino durante el Mundial de Ponferrada 2014

Campeonato Mundial de Ciclismo 2014
La ciudad fue la sede del Campeonato Mundial de Ciclismo en Ruta en su edición de 2014. El Mundial, que se celebró entre los días 20 y 28 de septiembre de 2014, es el mayor hito deportivo de la historia de la comarca por su proyección nacional e internacional, y por la repercusión no solo en imagen sino económica y social para la ciudad y el Bierzo, ya que movió miles de visitantes durante el tiempo que duró el evento.
El Mundial en cifras de la UCI: 350 000 espectadores in situ a lo largo de la semana de competición, 1500 deportistas, 70 naciones, 6000 acreditaciones oficiales, 73 cadenas de televisión, 400 horas de emisiones de televisión, 216 horas de emisión en vivo, una audiencia televisiva acumulada de 300 a 400 millones de espectadores.
La organización del mundial supuso preparar la ciudad para acoger el evento, con inversiones de las diferentes administraciones. Hasta ahora en España el Campeonato Mundial de Ciclismo en Ruta se había disputado en Madrid, Barcelona, San Sebastián y Benidorm.

### Instalaciones deportivas
| Deporte                                        | Nombre                                      | Localización |
| ---------------------------------------------- | ------------------------------------------- | ------------ |
| Atletismo                                      |                                             |              |
| Estadio municipal Colomán Trabado              | Complejo deportivo municipal El Toralín     |              |
| Estadio Universitario                          | Campus; El Plantío                          |              |
| Baloncesto                                     |                                             |              |
| Pabellón deportivo municipal Lydia Valentín    | Complejo deportivo municipal Lydia Valentín |              |
| Pabellón JT Antonio Vecino                     | Puente Boeza                                |              |
| Pabellón polideportivo Flores del Sil          | Flores del Sil                              |              |
| Fútbol                                         |                                             |              |
| Estadio El Toralín                             | Complejo deportivo municipal El Toralín     |              |
| Estadio de Fuentesnuevas                       | Fuentesnuevas                               |              |
| Campo Compostilla-Endesa                       | Compostilla                                 |              |
| Campos de entrenamiento Ramón Martínez         | Centro                                      |              |
| Campos de entrenamiento de Columbrianos        | Columbrianos                                |              |
| Campo del C.D. Cuatrovientos                   | Cuatrovientos                               |              |
| Campos polideportivo Flores del Sil            | Flores del Sil                              |              |
| Golf                                           |                                             |              |
| Club de golf de El Bierzo                      | Bárcena                                     |              |
| Natación                                       |                                             |              |
| Piscinas climatizadas municipales              | Complejo deportivo municipal Lydia Valentín |              |
| Piscinas Cubiertas Universitarias              | Campus; El Plantío                          |              |
| Piscinas municipales exteriores El Plantío     | El Plantío                                  |              |
| Piscinas municipales exteriores Flores del Sil | Flores del Sil                              |              |
| Piscinas municipales exteriores Fuentesnuevas  | Fuentesnuevas                               |              |
| Piscina de La Placa                            | La Placa                                    |              |
| Piscinas del Club Náutico                      | Bárcena                                     |              |
| Piscinas del Club de Tenis                     | El Temple                                   |              |
| Piscinas Compostilla Endesa                    | Compostilla                                 |              |
| Rugby                                          |                                             |              |
| Campo de Puente Boeza                          | Puente Boeza                                |              |
| Tenis                                          |                                             |              |
| Pistas polideportivo municipal                 | Complejo deportivo municipal Lydia Valentín |              |
| Pistas Club de Tenis Ponferrada                | El Temple                                   |              |
| Pistas Compostilla Endesa                      | Compostilla                                 |              |
| Pistas Club Náutico                            | Bárcena                                     |              |
| Voleibol                                       |                                             |              |
| Pabellón José Arroyo                           | Puente Boeza                                |              |

### El Morredero

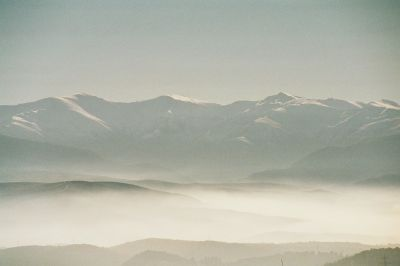
El Morredero, Silla de la Yegua y pico Tuerto, en los Montes Aquilianos, el Bierzo

En las estribaciones del municipio, dentro de los Montes Aquilianos, se encuentra la estación de esquí del Morredero. Creada en 2002, la avería de su remonte principal en 2008 provocó el cierre forzoso.

## Ciudades hermanadas
La ciudad de Ponferrada participa en la iniciativa de hermanamiento de ciudades promovida, entre otras instituciones, por la Unión Europea. A partir de esta iniciativa se han establecido lazos con la localidad de Pachuca de Soto, en México.